# Liste des églises de l'Yonne
La liste des églises de l'Yonne vise à situer les églises du département français de l'Yonne. Il est fait état des diverses protections dont elles peuvent bénéficier, et notamment les inscriptions et classements au titre des monuments historiques.
En ce qui concerne le culte catholique, toutes les églises sont situées dans l'archidiocèse de Sens-Auxerre.

## Statistiques

### Nombres
Le département de l'Yonne comprend 423 communes au 1er janvier 2021.
Depuis 2022, le diocèse de l'archidiocèse de Sens-Auxerre compte 31 paroisses.

## Classement
Le classement ci-après se fait par commune selon l'ordre alphabétique.
Il est fait état des diverses protections dont elles peuvent bénéficier, et notamment les inscriptions et classements au titre des monuments historiques.

## Liste

### Église catholique
| Église                                                                                           | Commune                         | Adresse | Coordonnées                      | Notice         | Protection | Date        | Illustration                                                                                     |
| ------------------------------------------------------------------------------------------------ | ------------------------------- | ------- | -------------------------------- | -------------- | --- | ----------- | ------------------------------------------------------------------------------------------------ |
| Église Saint-Nizier d'Accolay                                                                    | Accolay                         |         | 47° 39′ 43″ nord, 3° 42′ 34″ est |                | |             | Église Saint-Nizier d'Accolay                                                                    |
| Église Notre-Dame-de-la-Nativité d'Aigremont                                                     | Aigremont                       |         | 47° 43′ 07″ nord, 3° 53′ 23″ est |                | |             | Église Notre-Dame-de-la-Nativité d'Aigremont                                                     |
| Église Saint-Martin d'Aillant-sur-Tholon                                                         | Aillant-sur-Tholon              |         | 47° 52′ 26″ nord, 3° 21′ 01″ est | « PA00113567 » | Inscrit MH | 1982        | Église Saint-Martin d'Aillant-sur-Tholon                                                         |
| Église Saint-Germain d'Aisy-sur-Armançon                                                         | Aisy-sur-Armançon               |         | 47° 40′ 06″ nord, 4° 13′ 31″ est | « IA89000355 » | |             | Église Saint-Germain d'Aisy-sur-Armançon                                                         |
| Église Sainte-Colombe d'Ancy-le-Franc                                                            | Ancy-le-Franc                   |         | 47° 46′ 36″ nord, 4° 09′ 51″ est | « IA89000369 » | |             | Église Sainte-Colombe d'Ancy-le-Franc                                                            |
| Église Saint-Maixent d'Ancy-le-Libre                                                             | Ancy-le-Libre                   |         | 47° 48′ 05″ nord, 4° 07′ 10″ est | « PA00132546 » | Inscrit MH | 1994        | Église Saint-Maixent d'Ancy-le-Libre                                                             |
| Église Saint-Pierre-et-Saint-Paul d'Andryes                                                      | Andryes                         |         | 47° 31′ 08″ nord, 3° 29′ 02″ est |                | |             | Église Saint-Pierre-et-Saint-Paul d'Andryes                                                      |
| Église Saint-Germain-d'Auxerre d'Angely                                                          | Angely                          |         | 47° 33′ 48″ nord, 4° 01′ 13″ est | « IA00077139 » | |             | Église Saint-Germain-d'Auxerre d'Angely                                                          |
| Église Saint-Marcel d'Annay-la-Côte                                                              | Annay-la-Côte                   |         | 47° 32′ 06″ nord, 3° 53′ 10″ est |                | |             | Église Saint-Marcel d'Annay-la-Côte                                                              |
| Église Saint-Pierre d'Annay-sur-Serein                                                           | Annay-sur-Serein                |         | 47° 43′ 38″ nord, 3° 57′ 30″ est | « IA89000019 » | |             | Église Saint-Pierre d'Annay-sur-Serein                                                           |
| Église Saint-Jean-Baptiste d'Annoux                                                              | Annoux                          |         | 47° 37′ 36″ nord, 4° 03′ 01″ est | « IA00077151 » | |             | Église Saint-Jean-Baptiste d'Annoux                                                              |
| Église Saint-Gengoult d'Annéot                                                                   | Annéot                          |         | 47° 31′ 15″ nord, 3° 52′ 51″ est | « PA00113572 » | Classé MH | 1911        | Église Saint-Gengoult d'Annéot                                                                   |
| Église Saint-Pierre-et-Saint-Paul d'Appoigny                                                     | Appoigny                        |         | 47° 52′ 39″ nord, 3° 31′ 34″ est | « PA00113573 » | Classé MH | 1875        | Église Saint-Pierre-et-Saint-Paul d'Appoigny                                                     |
| Église Saint-Michel d'Arces-Dilo                                                                 | Arces-Dilo                      |         | 48° 05′ 29″ nord, 3° 35′ 52″ est |                | |             | Image manquante Téléverser                                                                       |
| Église Saint-Martin d'Arcy-sur-Cure                                                              | Arcy-sur-Cure                   |         | 47° 36′ 11″ nord, 3° 45′ 18″ est | « IA00002759 » | |             | Église Saint-Martin d'Arcy-sur-Cure                                                              |
| Église Saint-Laurent d'Argentenay                                                                | Argentenay                      |         | 47° 48′ 51″ nord, 4° 06′ 45″ est | « IA89000753 » | |             | Église Saint-Laurent d'Argentenay                                                                |
| Église Saint-Didier-et-Saint-Leu d'Argenteuil-sur-Armançon                                       | Argenteuil-sur-Armançon         |         | 47° 45′ 24″ nord, 4° 06′ 33″ est | « PA00113576 » | Classé MH | 1911        | Église Saint-Didier-et-Saint-Leu d'Argenteuil-sur-Armançon                                       |
| Église Saint-Sulpice d'Armeau                                                                    | Armeau                          |         | 48° 02′ 45″ nord, 3° 19′ 23″ est |                | |             | Église Saint-Sulpice d'Armeau                                                                    |
| Église Saint-Valentin d'Arthonnay                                                                | Arthonnay                       |         | 47° 56′ 03″ nord, 4° 13′ 42″ est | « PA00113577 » | Inscrit MH L'église (à l'exclusion des parties classées) ; Classé MH Le mur méridional avec son portail et sa rosace | 1926 ; 1932 | Église Saint-Valentin d'Arthonnay                                                                |
| Église Saint-Sulpice-de-Bourges d'Asnières-sous-Bois                                             | Asnières-sous-Bois              |         | 47° 28′ 57″ nord, 3° 38′ 53″ est |                | |             | Église Saint-Sulpice-de-Bourges d'Asnières-sous-Bois                                             |
| Église Saint-Jacques-le-Majeur d'Asquins                                                         | Asquins                         |         | 47° 28′ 57″ nord, 3° 45′ 15″ est | « PA00113578 » | Inscrit MH | 1926        | Église Saint-Jacques-le-Majeur d'Asquins                                                         |
| Église Saint-Didier d'Athie                                                                      | Athie                           |         | 47° 32′ 19″ nord, 3° 59′ 25″ est | « IA00077165 » | |             | Église Saint-Didier d'Athie                                                                      |
| Église Saint-Maurice d'Augy                                                                      | Augy                            |         | 47° 46′ 06″ nord, 3° 36′ 36″ est |                | |             | Église Saint-Maurice d'Augy                                                                      |
| Cathédrale Saint-Étienne d'Auxerre                                                               | Auxerre                         |         | 47° 47′ 52″ nord, 3° 34′ 22″ est | « PA00113586 » | Classé MH | 1840        | Cathédrale Saint-Étienne d'Auxerre                                                               |
| Église Saint-Eusèbe d'Auxerre                                                                    | Auxerre                         |         | 47° 47′ 39″ nord, 3° 34′ 06″ est | « PA00113587 » | Classé MH | 1862        | Église Saint-Eusèbe d'Auxerre                                                                    |
| Église Saint-Pierre d'Auxerre                                                                    | Auxerre                         |         | 47° 47′ 41″ nord, 3° 34′ 29″ est | « PA00113588 » | Classé MH | 1862        | Église Saint-Pierre d'Auxerre                                                                    |
| Église des Ursulines d'Auxerre                                                                   | Auxerre                         |         | 47° 47′ 48″ nord, 3° 34′ 02″ est | « PA00113589 » | Inscrit MH Le portail                                                                                                | 1926        | Église des Ursulines d'Auxerre                                                                   |
| Église Saint-Loup de Vaux                                                                        | Auxerre                         |         | 47° 45′ 20″ nord, 3° 35′ 25″ est | « PA00113590 » | Classé MH | 1930        | Église Saint-Loup de Vaux                                                                        |
| Église Notre-Dame-de-la-Cité d'Auxerre                                                           | Auxerre                         |         | 47° 47′ 51″ nord, 3° 34′ 08″ est |                | |             | Image manquante Téléverser                                                                       |
| Église abbatiale Saint-Germain d'Auxerre                                                         | Auxerre                         |         | 47° 48′ 02″ nord, 3° 34′ 23″ est |                | |             | Église abbatiale Saint-Germain d'Auxerre                                                         |
| Église Sainte-Geneviève d'Auxerre                                                                | Auxerre                         |         | 47° 47′ 42″ nord, 3° 33′ 00″ est |                | |             | Église Sainte-Geneviève d'Auxerre                                                                |
| Église Saint-Marse d'Auxerre                                                                     | Auxerre                         |         | 47° 47′ 42″ nord, 3° 35′ 16″ est |                | |             | Image manquante Téléverser                                                                       |
| Église Saint-Renobert d'Auxerre                                                                  | Auxerre                         |         | 47° 47′ 48″ nord, 3° 34′ 18″ est |                | |             | Image manquante Téléverser                                                                       |
| Église Saint-Amatre d'Auxerre                                                                    | Auxerre                         |         | 47° 47′ 28″ nord, 3° 34′ 09″ est |                | |             | Image manquante Téléverser                                                                       |
| Église Saint-Pierre-en-Château d'Auxerre                                                         | Auxerre                         |         | 47° 47′ 51″ nord, 3° 34′ 23″ est |                | |             | Image manquante Téléverser                                                                       |
| Église Saint-Alban d'Auxerre                                                                     | Auxerre                         |         | 47° 47′ 44″ nord, 3° 34′ 12″ est |                | |             | Image manquante Téléverser                                                                       |
| Église Saint-Lazare d'Avallon                                                                    | Avallon                         |         | 47° 29′ 09″ nord, 3° 54′ 27″ est | « PA00113609 » | Classé MH | 1840        | Église Saint-Lazare d'Avallon                                                                    |
| Église Saint-Martin-du-Bourg d'Avallon                                                           | Avallon                         |         | 47° 29′ 27″ nord, 3° 54′ 47″ est | « PA00113610 » | Classé MH | 1989        | Église Saint-Martin-du-Bourg d'Avallon                                                           |
| Église Saint-Martin d'Avallon                                                                    | Avallon                         |         | 47° 29′ 23″ nord, 3° 54′ 35″ est |                | |             | Église Saint-Martin d'Avallon                                                                    |
| Église Saint-Germain-et-Saint-Vincent de Bagneaux                                                | Bagneaux                        |         | 48° 13′ 56″ nord, 3° 35′ 39″ est |                | |             | Église Saint-Germain-et-Saint-Vincent de Bagneaux                                                |
| Église Saint-Vallier de Baon                                                                     | Baon                            |         | 47° 51′ 32″ nord, 4° 07′ 58″ est |                | |             | Église Saint-Vallier de Baon                                                                     |
| Église Sainte-Croix de Bassou                                                                    | Bassou                          |         | 47° 55′ 24″ nord, 3° 30′ 51″ est |                | |             | Église Sainte-Croix de Bassou                                                                    |
| Église Saint-Vérain de Bazarnes                                                                  | Bazarnes                        |         | 47° 39′ 36″ nord, 3° 39′ 53″ est | « PA00113615 » | Inscrit MH | 1926        | Église Saint-Vérain de Bazarnes                                                                  |
| Église Sainte-Barbe de Beaumont                                                                  | Beaumont                        |         | 47° 55′ 13″ nord, 3° 33′ 29″ est |                | |             | Image manquante Téléverser                                                                       |
| Église Notre-Dame de Beauvilliers                                                                | Beauvilliers                    |         | 47° 24′ 53″ nord, 4° 02′ 27″ est |                | |             | Image manquante Téléverser                                                                       |
| Église Saint-Barthélemy de Beauvoir                                                              | Beauvoir                        |         | 47° 47′ 40″ nord, 3° 22′ 19″ est |                | |             | Église Saint-Barthélemy de Beauvoir                                                              |
| Église Notre-Dame de Beine                                                                       | Beine                           |         | 47° 49′ 07″ nord, 3° 43′ 14″ est | « PA00113618 » | Inscrit MH | 1984        | Image manquante Téléverser                                                                       |
| Église de la Très-Sainte-Trinité de Bellechaume                                                  | Bellechaume                     |         | 48° 02′ 39″ nord, 3° 36′ 30″ est |                | |             | Église de la Très-Sainte-Trinité de Bellechaume                                                  |
| Église Saint-Jacques-le-Majeur de Bernouil                                                       | Bernouil                        |         | 47° 53′ 57″ nord, 3° 53′ 32″ est | « PA00113619 » | Classé MH | 1979        | Église Saint-Jacques-le-Majeur de Bernouil                                                       |
| Église Saint-Étienne de Bessy-sur-Cure                                                           | Bessy-sur-Cure                  |         | 47° 37′ 23″ nord, 3° 44′ 21″ est | « IA00002728 » | |             | Image manquante Téléverser                                                                       |
| Église Notre-Dame de Beugnon                                                                     | Beugnon                         |         | 48° 01′ 33″ nord, 3° 48′ 28″ est |                | |             | Église Notre-Dame de Beugnon                                                                     |
| Église Saint-Jean-Baptiste de Bierry-les-Belles-Fontaines                                        | Bierry-les-Belles-Fontaines     |         | 47° 35′ 44″ nord, 4° 11′ 03″ est | « IA89000293 » | |             | Église Saint-Jean-Baptiste de Bierry-les-Belles-Fontaines                                        |
| Église Saint-Martin de Blacy                                                                     | Blacy                           |         | 47° 34′ 19″ nord, 4° 02′ 40″ est | « IA00077172 » | |             | Église Saint-Martin de Blacy                                                                     |
| Église Saint-Pierre de Blannay                                                                   | Blannay                         |         | 47° 31′ 48″ nord, 3° 46′ 55″ est |                | |             | Église Saint-Pierre de Blannay                                                                   |
| Église Saint-Pierre de Bleigny-le-Carreau                                                        | Bleigny-le-Carreau              |         | 47° 50′ 07″ nord, 3° 40′ 58″ est |                | |             | Église Saint-Pierre de Bleigny-le-Carreau                                                        |
| Église Saint-Loup-de-Troyes de Bléneau                                                           | Bléneau                         |         | 47° 41′ 56″ nord, 2° 56′ 55″ est | « PA00113624 » | Inscrit MH | 1939        | Église Saint-Loup-de-Troyes de Bléneau                                                           |
| Église Sainte-Radegonde de Bois-d'Arcy                                                           | Bois-d'Arcy                     |         | 47° 32′ 47″ nord, 3° 42′ 57″ est | « IA00002724 » | |             | Image manquante Téléverser                                                                       |
| Église Saint-Martin de Bonnard                                                                   | Bonnard                         |         | 47° 55′ 56″ nord, 3° 31′ 33″ est |                | |             | Église Saint-Martin de Bonnard                                                                   |
| Église Saint-Martin de Branches                                                                  | Branches                        |         | 47° 53′ 06″ nord, 3° 28′ 56″ est | « PA89000027 » | Inscrit MH | 2001        | Église Saint-Martin de Branches                                                                  |
| Église de la Nativité de la Vierge de Brannay                                                    | Brannay                         |         | 48° 13′ 52″ nord, 3° 07′ 03″ est | « PA00135243 » | Inscrit MH Clocher                                                                                                   | 1995        | Église de la Nativité de la Vierge de Brannay                                                    |
| Église Saint-Loup de Brienon-sur-Armançon                                                        | Brienon-sur-Armançon            |         | 47° 59′ 31″ nord, 3° 37′ 03″ est | « PA00113626 » | Classé MH | 1907        | Église Saint-Loup de Brienon-sur-Armançon                                                        |
| Église Saint-Antoine de Bligny-en-Othe                                                           | Brienon-sur-Armançon            |         | 48° 01′ 10″ nord, 3° 36′ 31″ est |                | |             | Image manquante Téléverser                                                                       |
| Église Saint-Phal de Brion                                                                       | Brion                           |         | 47° 59′ 41″ nord, 3° 28′ 48″ est |                | |             | Église Saint-Phal de Brion                                                                       |
| Église Saint-Andoche de Brosses                                                                  | Brosses                         |         | 47° 32′ 11″ nord, 3° 41′ 29″ est |                | |             | Image manquante Téléverser                                                                       |
| Église Saint-Jean-Baptiste de Bussières                                                          | Bussières                       |         | 47° 25′ 41″ nord, 4° 03′ 34″ est |                | |             | Église Saint-Jean-Baptiste de Bussières                                                          |
| Église Saint-Médard de Bussy-en-Othe                                                             | Bussy-en-Othe                   |         | 48° 01′ 11″ nord, 3° 30′ 46″ est | « PA00113629 » | Classé MH Chœur | 1922        | Église Saint-Médard de Bussy-en-Othe                                                             |
| Église Saint-Pierre de Bussy-le-Repos                                                            | Bussy-le-Repos                  |         | 48° 03′ 24″ nord, 3° 13′ 59″ est |                | |             | Église Saint-Pierre de Bussy-le-Repos                                                            |
| Église Saint-Roch de Butteaux                                                                    | Butteaux                        |         | 47° 58′ 46″ nord, 3° 48′ 32″ est |                | |             | Église Saint-Roch de Butteaux                                                                    |
| Église Notre-Dame de Béon                                                                        | Béon                            |         | 47° 57′ 40″ nord, 3° 19′ 17″ est |                | |             | Église Notre-Dame de Béon                                                                        |
| Église Sainte-Madeleine de Béru                                                                  | Béru                            |         | 47° 48′ 05″ nord, 3° 53′ 18″ est |                | |             | Église Sainte-Madeleine de Béru                                                                  |
| Église Notre-Dame-et-Saint-Nicolas de Bœurs-en-Othe                                              | Bœurs-en-Othe                   |         | 48° 08′ 17″ nord, 3° 42′ 20″ est |                | |             | Image manquante Téléverser                                                                       |
| Église Notre-Dame-et-Saint-Vincent de Carisey                                                    | Carisey                         |         | 47° 55′ 25″ nord, 3° 50′ 51″ est |                | |             | Église Notre-Dame-et-Saint-Vincent de Carisey                                                    |
| Église de la Décollation-de-Saint-Jean-Baptiste de Censy                                         | Censy                           |         | 47° 41′ 49″ nord, 4° 02′ 31″ est | « IA89000007 » | |             | Église de la Décollation-de-Saint-Jean-Baptiste de Censy                                         |
| Église Saint-Jean-Baptiste de Cerisiers                                                          | Cerisiers                       |         | 48° 07′ 56″ nord, 3° 29′ 15″ est |                | |             | Église Saint-Jean-Baptiste de Cerisiers                                                          |
| Église Saint-Martin de Chablis                                                                   | Chablis                         |         | 47° 48′ 58″ nord, 3° 48′ 00″ est | « PA00113631 » | Classé MH | 1862        | Église Saint-Martin de Chablis                                                                   |
| Église Saint-Pierre de Chablis                                                                   | Chablis                         |         | 47° 48′ 58″ nord, 3° 47′ 59″ est | « PA00113632 » | Classé MH | 1924        | Église Saint-Pierre de Chablis                                                                   |
| Église Saint-Antoine de Fyé                                                                      | Chablis                         |         | 47° 49′ 35″ nord, 3° 49′ 16″ est |                | |             | Église Saint-Antoine de Fyé                                                                      |
| Église Saint-Jacques-le-Majeur de Poinchy                                                        | Chablis                         |         | 47° 49′ 26″ nord, 3° 46′ 26″ est |                | |             | Église Saint-Jacques-le-Majeur de Poinchy                                                        |
| Église Saint-Sébastien de Milly                                                                  | Chablis                         |         | 47° 48′ 56″ nord, 3° 46′ 16″ est |                | |             | Image manquante Téléverser                                                                       |
| Église Saint-Jacques-le-Majeur de Chailley                                                       | Chailley                        |         | 48° 05′ 00″ nord, 3° 42′ 09″ est |                | |             | Église Saint-Jacques-le-Majeur de Chailley                                                       |
| Église Saint-Aubin de Chambeugle                                                                 | Chambeugle                      |         | 47° 51′ 40″ nord, 3° 02′ 29″ est |                | |             | Église Saint-Aubin de Chambeugle                                                                 |
| Église Notre-Dame de Chamoux                                                                     | Chamoux                         |         | 47° 27′ 26″ nord, 3° 39′ 44″ est |                | |             | Église Notre-Dame de Chamoux                                                                     |
| Église Saint-Germain-de-Paris de Champcevrais                                                    | Champcevrais                    |         | 47° 44′ 44″ nord, 2° 57′ 23″ est |                | |             | Image manquante Téléverser                                                                       |
| Église Saint-Roch de Louesme                                                                     | Champignelles                   |         | 47° 45′ 58″ nord, 3° 08′ 21″ est | « PA00113982 » | Inscrit MH | 1992        | Église Saint-Roch de Louesme                                                                     |
| Église Sainte-Colombe de Champignelles                                                           | Champignelles                   |         | 47° 46′ 47″ nord, 3° 04′ 18″ est |                | |             | Église Sainte-Colombe de Champignelles                                                           |
| Église Saint-Martin de Champigny                                                                 | Champigny                       |         | 48° 19′ 05″ nord, 3° 07′ 44″ est | « PA00113637 » | Inscrit MH | 1926        | Église Saint-Martin de Champigny                                                                 |
| Église Saint-Martin de Champlay                                                                  | Champlay                        |         | 47° 57′ 06″ nord, 3° 26′ 15″ est |                | |             | Église Saint-Martin de Champlay                                                                  |
| Église Saint-Vincent de Champlost                                                                | Champlost                       |         | 48° 01′ 26″ nord, 3° 40′ 15″ est |                | |             | Image manquante Téléverser                                                                       |
| Église Saint-Martin de Vachy                                                                     | Champlost                       |         | 48° 03′ 29″ nord, 3° 38′ 19″ est |                | |             | Image manquante Téléverser                                                                       |
| Église Saint-Roch de Champs-sur-Yonne                                                            | Champs-sur-Yonne                |         | 47° 44′ 14″ nord, 3° 35′ 56″ est |                | |             | Image manquante Téléverser                                                                       |
| Église Saint-Georges de Champvallon                                                              | Champvallon                     |         | 47° 56′ 06″ nord, 3° 20′ 40″ est |                | |             | Église Saint-Georges de Champvallon                                                              |
| Église Saint-Léonard de Chamvres                                                                 | Chamvres                        |         | 47° 57′ 26″ nord, 3° 21′ 34″ est |                | |             | Église Saint-Léonard de Chamvres                                                                 |
| Église Saint-Médard de Charbuy                                                                   | Charbuy                         |         | 47° 49′ 25″ nord, 3° 28′ 03″ est | « PA00113639 » | Classé MH | 1932        | Église Saint-Médard de Charbuy                                                                   |
| Église Saint-Laurent de Charentenay                                                              | Charentenay                     |         | 47° 39′ 01″ nord, 3° 32′ 43″ est | « PA00135244 » | Inscrit MH | 1995        | Église Saint-Laurent de Charentenay                                                              |
| Église Saint-Maurice de Charmoy                                                                  | Charmoy                         |         | 47° 56′ 20″ nord, 3° 29′ 15″ est |                | |             | Image manquante Téléverser                                                                       |
| Église Saint-Pierre-et-Saint-Paul de Charny                                                      | Charny Orée de Puisaye          |         | 47° 53′ 09″ nord, 3° 05′ 45″ est |                | |             | Image manquante Téléverser                                                                       |
| Église Saint-Martin de Saint-Martin-sur-Ouanne                                                   | Charny Orée de Puisaye          |         | 47° 50′ 25″ nord, 3° 06′ 19″ est | « PA00113829 » | Inscrit MH | 1929        | Église Saint-Martin de Saint-Martin-sur-Ouanne                                                   |
| Église Notre-Dame-de-l'Assomption de Malicorne                                                   | Charny Orée de Puisaye          |         | 47° 49′ 14″ nord, 3° 06′ 07″ est | « PA89000064 » | Inscrit MH | 2016        | Église Notre-Dame-de-l'Assomption de Malicorne                                                   |
| Église Saint-Jean-Baptiste de Chassignelles                                                      | Chassignelles                   |         | 47° 45′ 32″ nord, 4° 10′ 59″ est | « PA00113640 » | Classé MH | 1971        | Église Saint-Jean-Baptiste de Chassignelles                                                      |
| Église Saint-Loup de Chassy                                                                      | Chassy                          |         | 47° 51′ 15″ nord, 3° 20′ 54″ est |                | |             | Église Saint-Loup de Chassy                                                                      |
| Église Saint-Germain de Chastellux-sur-Cure                                                      | Chastellux-sur-Cure             |         | 47° 23′ 40″ nord, 3° 53′ 19″ est |                | |             | Église Saint-Germain de Chastellux-sur-Cure                                                      |
| Église Notre-Dame de Chaumont                                                                    | Chaumont                        |         | 48° 19′ 27″ nord, 3° 06′ 10″ est | « PA00113644 » | Inscrit MH | 1926        | Église Notre-Dame de Chaumont                                                                    |
| Église Saint-Louis de Chaumot                                                                    | Chaumot                         |         | 48° 04′ 48″ nord, 3° 13′ 05″ est | « PA00113645 » | Inscrit MH | 1984        | Église Saint-Louis de Chaumot                                                                    |
| Église de la Décollation-de-Saint-Jean-Baptiste de Chemilly-sur-Serein                           | Chemilly-sur-Serein             |         | 47° 46′ 16″ nord, 3° 51′ 42″ est |                | |             | Église de la Décollation-de-Saint-Jean-Baptiste de Chemilly-sur-Serein                           |
| Église Saint-Georges de Chemilly-sur-Yonne                                                       | Chemilly-sur-Yonne              |         | 47° 53′ 50″ nord, 3° 33′ 42″ est | « PA89000020 » | Inscrit MH | 1999        | Image manquante Téléverser                                                                       |
| Église Saint-Martin de Cheney                                                                    | Cheney                          |         | 47° 54′ 23″ nord, 3° 57′ 00″ est |                | |             | Image manquante Téléverser                                                                       |
| Église Saint-Pierre-aux-Liens de Cheny                                                           | Cheny                           |         | 47° 57′ 13″ nord, 3° 32′ 12″ est |                | |             | Église Saint-Pierre-aux-Liens de Cheny                                                           |
| Église Saint-Pierre-Saint-Paul de Chevannes                                                      | Chevannes                       |         | 47° 45′ 04″ nord, 3° 29′ 36″ est | « PA00113646 » | Classé MH | 1911        | Église Saint-Pierre-Saint-Paul de Chevannes                                                      |
| Église Saint-Barthélemy de Chevillon                                                             | Chevillon                       |         | 47° 55′ 14″ nord, 3° 10′ 35″ est |                | |             | Image manquante Téléverser                                                                       |
| Église Saint-Laurent de Chichery                                                                 | Chichery                        |         | 47° 54′ 11″ nord, 3° 30′ 28″ est |                | |             | Église Saint-Laurent de Chichery                                                                 |
| Église Saint-Martin de Chichée                                                                   | Chichée                         |         | 47° 47′ 34″ nord, 3° 50′ 04″ est |                | |             | Église Saint-Martin de Chichée                                                                   |
| Église Saint-Loup de Chigy                                                                       | Chigy                           |         | 48° 12′ 02″ nord, 3° 28′ 36″ est |                | |             | Image manquante Téléverser                                                                       |
| Église Saint-Valérien de Chitry                                                                  | Chitry                          |         | 47° 45′ 44″ nord, 3° 42′ 08″ est | « PA00113648 » | Classé MH | 1905        | Église Saint-Valérien de Chitry                                                                  |
| Église Saint-Potentien de Châtel-Censoir                                                         | Châtel-Censoir                  |         | 47° 31′ 54″ nord, 3° 37′ 56″ est | « PA00113642 » | Classé MH | 1908        | Église Saint-Potentien de Châtel-Censoir                                                         |
| Église du prieuré de Vausse                                                                      | Châtel-Gérard                   |         | 47° 37′ 56″ nord, 4° 08′ 25″ est |                | |             | Église du prieuré de Vausse                                                                      |
| Église Saint-Loup de Châtel-Gérard                                                               | Châtel-Gérard                   |         | 47° 37′ 53″ nord, 4° 05′ 41″ est | « IA89000013 » | |             | Église Saint-Loup de Châtel-Gérard                                                               |
| Église Notre-Dame-de-l'Assomption de Chéroy                                                      | Chéroy                          |         | 48° 11′ 51″ nord, 3° 00′ 21″ est | « PA89000065 » | Inscrit MH | 2016        | Église Notre-Dame-de-l'Assomption de Chéroy                                                      |
| Église Saint-Martin de Chéu                                                                      | Chéu                            |         | 47° 57′ 58″ nord, 3° 46′ 03″ est |                | |             | Image manquante Téléverser                                                                       |
| Église Notre-Dame de Chêne-Arnoult                                                               | Chêne-Arnoult                   |         | 47° 54′ 07″ nord, 3° 04′ 09″ est |                | |             | Image manquante Téléverser                                                                       |
| Église Saint-Aignan de Cisery                                                                    | Cisery                          |         | 47° 30′ 37″ nord, 4° 03′ 43″ est |                | |             | Église Saint-Aignan de Cisery                                                                    |
| Église Saint-Maurice de Collan                                                                   | Collan                          |         | 47° 50′ 34″ nord, 3° 52′ 33″ est | « PA00113651 » | Classé MH | 1913        | Église Saint-Maurice de Collan                                                                   |
| Église Saint-Martin de Collemiers                                                                | Collemiers                      |         | 48° 09′ 26″ nord, 3° 14′ 03″ est |                | |             | Église Saint-Martin de Collemiers                                                                |
| Église Saint-Léger de Compigny                                                                   | Compigny                        |         | 48° 22′ 03″ nord, 3° 16′ 38″ est | « PA89000022 » | Inscrit MH | 2001        | Église Saint-Léger de Compigny                                                                   |
| Église Notre-Dame de Cornant                                                                     | Cornant                         |         | 48° 07′ 57″ nord, 3° 11′ 13″ est |                | |             | Église Notre-Dame de Cornant                                                                     |
| Église Saint-Charles de Coulangeron                                                              | Coulangeron                     |         | 47° 40′ 52″ nord, 3° 28′ 11″ est |                | |             | Église Saint-Charles de Coulangeron                                                              |
| Église Saint-Christophe de Coulanges-la-Vineuse                                                  | Coulanges-la-Vineuse            |         | 47° 42′ 04″ nord, 3° 34′ 55″ est | « PA00113653 » | Classé MH | 1947        | Église Saint-Christophe de Coulanges-la-Vineuse                                                  |
| Église Notre-Dame de Coulanges-sur-Yonne                                                         | Coulanges-sur-Yonne             |         | 47° 31′ 38″ nord, 3° 32′ 25″ est | « PA00113962 » | Inscrit MH | 1989        | Église Notre-Dame de Coulanges-sur-Yonne                                                         |
| Église Saint-Jean-Baptiste de Coulours                                                           | Coulours                        |         | 48° 09′ 54″ nord, 3° 35′ 16″ est |                | |             | Église Saint-Jean-Baptiste de Coulours                                                           |
| Église Saint-Crépin-et-Saint-Crépinien de Courgenay                                              | Courgenay                       |         | 48° 17′ 18″ nord, 3° 32′ 56″ est |                | |             | Église Saint-Crépin-et-Saint-Crépinien de Courgenay                                              |
| Église de l'Assomption-de-Notre-Dame de Courgis                                                  | Courgis                         |         | 47° 46′ 26″ nord, 3° 45′ 10″ est | « PA00113661 » | Inscrit MH | 1929        | Église de l'Assomption-de-Notre-Dame de Courgis                                                  |
| Église Saint-Loup de Courlon-sur-Yonne                                                           | Courlon-sur-Yonne               |         | 48° 20′ 21″ nord, 3° 10′ 03″ est | « PA00113662 » | Classé MH | 1912        | Église Saint-Loup de Courlon-sur-Yonne                                                           |
| Église Saint-Pierre de Courson-les-Carrières                                                     | Courson-les-Carrières           |         | 47° 36′ 54″ nord, 3° 30′ 02″ est |                | |             | Église Saint-Pierre de Courson-les-Carrières                                                     |
| Église Notre-Dame de Courtoin                                                                    | Courtoin                        |         | 48° 07′ 31″ nord, 3° 06′ 21″ est |                | |             | Église Notre-Dame de Courtoin                                                                    |
| Église Saint-Arthème de Courtois-sur-Yonne                                                       | Courtois-sur-Yonne              |         | 48° 13′ 40″ nord, 3° 15′ 32″ est |                | |             | Église Saint-Arthème de Courtois-sur-Yonne                                                       |
| Église Saint-Martin de Coutarnoux                                                                | Coutarnoux                      |         | 47° 35′ 11″ nord, 3° 57′ 56″ est | « IA00077191 » | |             | Église Saint-Martin de Coutarnoux                                                                |
| Église Saint-Étienne de Crain                                                                    | Crain                           |         | 47° 31′ 44″ nord, 3° 33′ 17″ est | « PA89000035 » | Inscrit MH | 2006        | Église Saint-Étienne de Crain                                                                    |
| Église Saint-Pierre-Saint-Paul de Cravant                                                        | Cravant                         |         | 47° 40′ 55″ nord, 3° 41′ 22″ est | « PA00113664 » | Classé MH | 1906        | Église Saint-Pierre-Saint-Paul de Cravant                                                        |
| Église Saint-Barthélemy de Cruzy-le-Châtel                                                       | Cruzy-le-Châtel                 |         | 47° 51′ 20″ nord, 4° 12′ 46″ est | « PA89000015 » | Inscrit MH | 1998        | Église Saint-Barthélemy de Cruzy-le-Châtel                                                       |
| Église Saint-Julien de Cry                                                                       | Cry                             |         | 47° 42′ 24″ nord, 4° 14′ 21″ est | « PA00113667 » | Classé MH La crypte                                                                                                  | 1958        | Église Saint-Julien de Cry                                                                       |
| Église de l'Assomption de Cudot                                                                  | Cudot                           |         | 47° 59′ 01″ nord, 3° 10′ 49″ est | « PA00113668 » | Inscrit MH | 1976        | Église de l'Assomption de Cudot                                                                  |
| Église Saint-Fiacre de Cussy-les-Forges                                                          | Cussy-les-Forges                |         | 47° 28′ 14″ nord, 4° 01′ 39″ est | « IA89000283 » | |             | Église Saint-Fiacre de Cussy-les-Forges                                                          |
| Église Saint-Martin de Cuy                                                                       | Cuy                             |         | 48° 15′ 20″ nord, 3° 16′ 05″ est |                | |             | Église Saint-Martin de Cuy                                                                       |
| Église Saint-Laurent de Cérilly                                                                  | Cérilly                         |         | 48° 10′ 54″ nord, 3° 37′ 20″ est |                | |             | Église Saint-Laurent de Cérilly                                                                  |
| Église Saint-Loup de Cézy                                                                        | Cézy                            |         | 47° 59′ 35″ nord, 3° 20′ 27″ est | « PA00113979 » | Inscrit MH | 1992        | Église Saint-Loup de Cézy                                                                        |
| Église Notre-Dame de Dannemoine                                                                  | Dannemoine                      |         | 47° 53′ 48″ nord, 3° 57′ 26″ est | « PA00113669 » | Classé MH | 1943        | Église Notre-Dame de Dannemoine                                                                  |
| Église Saint-Sébastien de Dicy                                                                   | Dicy                            |         | 47° 56′ 01″ nord, 3° 06′ 23″ est |                | |             | Image manquante Téléverser                                                                       |
| Église Saint-Martin de Diges                                                                     | Diges                           |         | 47° 43′ 45″ nord, 3° 23′ 55″ est | « PA00113671 » | Inscrit MH | 1931        | Église Saint-Martin de Diges                                                                     |
| Église Saint-Martin de Dissangis                                                                 | Dissangis                       |         | 47° 35′ 50″ nord, 3° 58′ 54″ est | « IA00077202 » | |             | Église Saint-Martin de Dissangis                                                                 |
| Église Saint-Gervais-et-Saint-Protais de Dixmont                                                 | Dixmont                         |         | 48° 04′ 54″ nord, 3° 24′ 50″ est | « PA00113672 » | Classé MH | 1967        | Église Saint-Gervais-et-Saint-Protais de Dixmont                                                 |
| Église du prieuré de l'Enfourchure                                                               | Dixmont                         |         | 48° 04′ 27″ nord, 3° 26′ 15″ est |                | |             | Église du prieuré de l'Enfourchure                                                               |
| Église Saint-Germain de Dollot                                                                   | Dollot                          |         | 48° 12′ 42″ nord, 3° 04′ 21″ est |                | |             | Église Saint-Germain de Dollot                                                                   |
| Église Saint-Remi de Domats                                                                      | Domats                          |         | 48° 06′ 48″ nord, 3° 04′ 06″ est |                | |             | Église Saint-Remi de Domats                                                                      |
| Église Saint-Antoine de Cure                                                                     | Domecy-sur-Cure                 |         | 47° 24′ 58″ nord, 3° 48′ 39″ est |                | |             | Église Saint-Antoine de Cure                                                                     |
| Église Saint-Romain de Domecy-sur-Cure                                                           | Domecy-sur-Cure                 |         | 47° 24′ 17″ nord, 3° 47′ 53″ est |                | |             | Église Saint-Romain de Domecy-sur-Cure                                                           |
| Église Saint-Léger de Domecy-sur-le-Vault                                                        | Domecy-sur-le-Vault             |         | 47° 29′ 28″ nord, 3° 48′ 33″ est |                | |             | Église Saint-Léger de Domecy-sur-le-Vault                                                        |
| Église Saint-Étienne de Dracy                                                                    | Dracy                           |         | 47° 45′ 21″ nord, 3° 15′ 02″ est |                | |             | Église Saint-Étienne de Dracy                                                                    |
| Église Saint-Romain de Druyes-les-Belles-Fontaines                                               | Druyes-les-Belles-Fontaines     |         | 47° 32′ 50″ nord, 3° 25′ 13″ est | « PA00113677 » | Classé MH | 1888        | Église Saint-Romain de Druyes-les-Belles-Fontaines                                               |
| Église Saint-Pierre de Dyé                                                                       | Dyé                             |         | 47° 53′ 57″ nord, 3° 52′ 16″ est |                | |             | Église Saint-Pierre de Dyé                                                                       |
| Église Saint-Georges d'Escamps                                                                   | Escamps                         |         | 47° 43′ 47″ nord, 3° 28′ 19″ est | « PA00113682 » | Inscrit MH | 1926        | Image manquante Téléverser                                                                       |
| Église Saint-Pierre d'Escolives-Sainte-Camille                                                   | Escolives-Sainte-Camille        |         | 47° 43′ 15″ nord, 3° 36′ 19″ est | « PA00113683 » | Classé MH | 1920        | Église Saint-Pierre d'Escolives-Sainte-Camille                                                   |
| Église Saint-Thomas-et-Saint-Georges d'Esnon                                                     | Esnon                           |         | 47° 59′ 03″ nord, 3° 34′ 41″ est |                | |             | Image manquante Téléverser                                                                       |
| Église Saint-Cyr-et-Sainte-Julitte de Festigny                                                   | Festigny                        |         | 47° 33′ 12″ nord, 3° 32′ 19″ est |                | |             | Image manquante Téléverser                                                                       |
| Église Saint-Loup de Flacy                                                                       | Flacy                           |         | 48° 13′ 37″ nord, 3° 36′ 14″ est |                | |             | Image manquante Téléverser                                                                       |
| Église Saint-Loup de Fleury-la-Vallée                                                            | Fleury-la-Vallée                |         | 47° 52′ 19″ nord, 3° 27′ 05″ est |                | |             | Église Saint-Loup de Fleury-la-Vallée                                                            |
| Église Saint-Nicolas de Fleys                                                                    | Fleys                           |         | 47° 48′ 54″ nord, 3° 51′ 45″ est | « PA00113687 » | Classé MH | 1912        | Église Saint-Nicolas de Fleys                                                                    |
| Église Saint-Hubert de la Chapelle-Vieille-Forêt                                                 | Flogny-la-Chapelle              |         | 47° 57′ 08″ nord, 3° 53′ 25″ est |                | |             | Image manquante Téléverser                                                                       |
| Église Saint-Léger de Flogny-la-Chapelle                                                         | Flogny-la-Chapelle              |         | 47° 57′ 08″ nord, 3° 52′ 08″ est |                | |             | Église Saint-Léger de Flogny-la-Chapelle                                                         |
| Église de l'Immaculée-Conception de Foissy-lès-Vézelay                                           | Foissy-lès-Vézelay              |         | 47° 26′ 12″ nord, 3° 45′ 54″ est |                | |             | Image manquante Téléverser                                                                       |
| Église de la Conversion-de-Saint-Paul de Foissy-sur-Vanne                                        | Foissy-sur-Vanne                |         | 48° 13′ 23″ nord, 3° 30′ 15″ est |                | |             | Image manquante Téléverser                                                                       |
| Église Saint-Jean-Baptiste de Fontaine-la-Gaillarde                                              | Fontaine-la-Gaillarde           |         | 48° 13′ 15″ nord, 3° 22′ 48″ est |                | |             | Église Saint-Jean-Baptiste de Fontaine-la-Gaillarde                                              |
| Église Saint-Laurent de Fontaines                                                                | Fontaines                       |         | 47° 41′ 33″ nord, 3° 15′ 34″ est |                | |             | Église Saint-Laurent de Fontaines                                                                |
| Église Saint-Léger de Fontenailles                                                               | Fontenailles                    |         | 47° 37′ 53″ nord, 3° 27′ 58″ est |                | |             | Image manquante Téléverser                                                                       |
| Église Saint-Quentin de Fontenay-près-Chablis                                                    | Fontenay-près-Chablis           |         | 47° 50′ 55″ nord, 3° 48′ 46″ est |                | |             | Image manquante Téléverser                                                                       |
| Église Saint-Germain de Fontenay-près-Vézelay                                                    | Fontenay-près-Vézelay           |         | 47° 24′ 51″ nord, 3° 44′ 16″ est | « PA00113689 » | Inscrit MH | 1988        | Église Saint-Germain de Fontenay-près-Vézelay                                                    |
| Église Saint-Christophe de Fontenay-sous-Fouronnes                                               | Fontenay-sous-Fouronnes         |         | 47° 36′ 53″ nord, 3° 35′ 45″ est | « PA00113690 » | Classé MH Les peintures murales ; Inscrit MH Eglise, sauf peintures murales classées                                 | 1977 ; 1977 | Église Saint-Christophe de Fontenay-sous-Fouronnes                                               |
| Église Saint-Côme-et-Saint-Damien de Fontenouilles                                               | Fontenouilles                   |         | 47° 53′ 25″ nord, 3° 02′ 50″ est |                | |             | Église Saint-Côme-et-Saint-Damien de Fontenouilles                                               |
| Église Saint-Marien de Fontenoy                                                                  | Fontenoy                        |         | 47° 38′ 58″ nord, 3° 18′ 25″ est | « PA00113975 » | Classé MH | 1993        | Église Saint-Marien de Fontenoy                                                                  |
| Église Saint-Étienne de Fouchères                                                                | Fouchères                       |         | 48° 10′ 09″ nord, 3° 08′ 22″ est |                | |             | Image manquante Téléverser                                                                       |
| Église Saint-Hubert de Fournaudin                                                                | Fournaudin                      |         | 48° 09′ 15″ nord, 3° 38′ 26″ est |                | |             | Image manquante Téléverser                                                                       |
| Église Saint-Pierre de Fouronnes                                                                 | Fouronnes                       |         | 47° 36′ 45″ nord, 3° 33′ 59″ est |                | |             | Église Saint-Pierre de Fouronnes                                                                 |
| Église Saint-Mammès de Fresnes                                                                   | Fresnes                         |         | 47° 45′ 38″ nord, 3° 59′ 34″ est | « IA89000032 » | |             | Église Saint-Mammès de Fresnes                                                                   |
| Église Saint-Christophe de Fulvy                                                                 | Fulvy                           |         | 47° 44′ 30″ nord, 4° 10′ 17″ est | « IA89000761 » | |             | Image manquante Téléverser                                                                       |
| Église Saint-Pierre-et-Saint-Paul de Germigny                                                    | Germigny                        |         | 47° 59′ 42″ nord, 3° 46′ 49″ est | « PA00113691 » | Classé MH Eglise (à l'exception du clocher)                                                                          | 1929        | Église Saint-Pierre-et-Saint-Paul de Germigny                                                    |
| Église Saint-Léger de Gigny                                                                      | Gigny                           |         | 47° 49′ 00″ nord, 4° 17′ 36″ est | « PA00113692 » | Classé MH Le choeur                                                                                                  | 1913        | Église Saint-Léger de Gigny                                                                      |
| Église Saint-Didier de Girolles                                                                  | Girolles                        |         | 47° 31′ 49″ nord, 3° 50′ 20″ est |                | |             | Église Saint-Didier de Girolles                                                                  |
| Église Saint-Pregts de Gisy-les-Nobles                                                           | Gisy-les-Nobles                 |         | 48° 16′ 58″ nord, 3° 14′ 44″ est |                | |             | Église Saint-Pregts de Gisy-les-Nobles                                                           |
| Église Notre-Dame de Givry                                                                       | Givry                           |         | 47° 31′ 14″ nord, 3° 47′ 48″ est |                | |             | Église Notre-Dame de Givry                                                                       |
| Église Saint-Étienne de Gland                                                                    | Gland                           |         | 47° 49′ 21″ nord, 4° 13′ 00″ est |                | |             | Église Saint-Étienne de Gland                                                                    |
| Église Saint-Martin de Grandchamp                                                                | Grandchamp                      |         | 47° 48′ 22″ nord, 3° 09′ 17″ est |                | |             | Église Saint-Martin de Grandchamp                                                                |
| Église Sainte-Barbe de Grimault                                                                  | Grimault                        |         | 47° 39′ 03″ nord, 3° 59′ 08″ est | « IA89000037 » | |             | Église Sainte-Barbe de Grimault                                                                  |
| Église Saint-Edmé de Villiers-la-Grange                                                          | Grimault                        |         | 47° 39′ 10″ nord, 3° 55′ 34″ est |                | |             | Église Saint-Edmé de Villiers-la-Grange                                                          |
| Église Saint-Germain de Gron                                                                     | Gron                            |         | 48° 09′ 39″ nord, 3° 15′ 47″ est |                | |             | Église Saint-Germain de Gron                                                                     |
| Église Saint-Rémy de Guillon                                                                     | Guillon-Terre-Plaine            |         | 47° 30′ 49″ nord, 4° 05′ 33″ est | « IA89000278 » | |             | Église Saint-Rémy de Guillon                                                                     |
| Église Saint-André de Gurgy                                                                      | Gurgy                           |         | 47° 51′ 59″ nord, 3° 33′ 37″ est |                | |             | Image manquante Téléverser                                                                       |
| Église Saint-Phal de Gy-l'Évêque                                                                 | Gy-l'Évêque                     |         | 47° 43′ 21″ nord, 3° 32′ 53″ est | « PA00113695 » | Classé MH Le portail de l'église et les corbeaux qui le surmontent ; Classé MH L'ensemble des restes de l'église     | 1925 ; 1929 | Église Saint-Phal de Gy-l'Évêque                                                                 |
| Église Notre-Dame-de-l'Assomption d'Hauterive                                                    | Hauterive                       |         | 47° 55′ 32″ nord, 3° 36′ 01″ est |                | |             | Église Notre-Dame-de-l'Assomption d'Hauterive                                                    |
| Église Saint-Sébastien-et-Saint-Louis d'Héry                                                     | Héry                            |         | 47° 54′ 15″ nord, 3° 37′ 38″ est | « PA00113973 » | Inscrit MH | 1991        | Église Saint-Sébastien-et-Saint-Louis d'Héry                                                     |
| Église Saint-Germain d'Irancy                                                                    | Irancy                          |         | 47° 42′ 51″ nord, 3° 40′ 00″ est | « PA00113696 » | Classé MH | 1969        | Église Saint-Germain d'Irancy                                                                    |
| Église Notre-Dame d'Island                                                                       | Island                          |         | 47° 28′ 30″ nord, 3° 50′ 40″ est |                | |             | Église Notre-Dame d'Island                                                                       |
| Église Saint-Martin de Jaulges                                                                   | Jaulges                         |         | 47° 57′ 45″ nord, 3° 47′ 08″ est |                | |             | Église Saint-Martin de Jaulges                                                                   |
| Église Saint-André de Joigny                                                                     | Joigny                          |         | 47° 58′ 57″ nord, 3° 24′ 03″ est | « PA00113702 » | Classé MH | 1971        | Église Saint-André de Joigny                                                                     |
| Église Saint-Jean de Joigny                                                                      | Joigny                          |         | 47° 58′ 58″ nord, 3° 23′ 54″ est | « PA00113703 » | Classé MH | 1913        | Église Saint-Jean de Joigny                                                                      |
| Église Saint-Thibault de Joigny                                                                  | Joigny                          |         | 47° 59′ 00″ nord, 3° 23′ 42″ est | « PA00113704 » | Classé MH | 1914        | Église Saint-Thibault de Joigny                                                                  |
| Église Saint-Vincent-de-Paul de Joigny                                                           | Joigny                          |         | 47° 58′ 50″ nord, 3° 25′ 10″ est |                | |             | Image manquante Téléverser                                                                       |
| Église Notre-Dame de Jouancy                                                                     | Jouancy                         |         | 47° 40′ 55″ nord, 4° 02′ 01″ est | « IA89000047 » | |             | Église Notre-Dame de Jouancy                                                                     |
| Église Notre-Dame de Joux-la-Ville                                                               | Joux-la-Ville                   |         | 47° 37′ 21″ nord, 3° 51′ 48″ est | « PA00113720 » | Classé MH | 1908        | Église Notre-Dame de Joux-la-Ville                                                               |
| Église Saint-Étienne de Jouy                                                                     | Jouy                            |         | 48° 10′ 04″ nord, 2° 58′ 26″ est |                | |             | Église Saint-Étienne de Jouy                                                                     |
| Église Notre-Dame-de-l'Assomption de Jully                                                       | Jully                           |         | 47° 46′ 35″ nord, 4° 17′ 46″ est | « IA89000762 » | |             | Église Notre-Dame-de-l'Assomption de Jully                                                       |
| Église Saint-Didier de Junay                                                                     | Junay                           |         | 47° 52′ 43″ nord, 3° 56′ 55″ est |                | |             | Église Saint-Didier de Junay                                                                     |
| Église Notre-Dame de Jussy                                                                       | Jussy                           |         | 47° 43′ 18″ nord, 3° 35′ 00″ est | « PA00113721 » | Inscrit MH | 2012        | Église Notre-Dame de Jussy                                                                       |
| Église Saint-Martin de L'Isle-sur-Serein                                                         | L'Isle-sur-Serein               |         | 47° 35′ 12″ nord, 4° 00′ 17″ est | « PA00113970 » | Inscrit MH | 1991        | Église Saint-Martin de L'Isle-sur-Serein                                                         |
| Église Saint-Jacques de La Belliole                                                              | La Belliole                     |         | 48° 08′ 47″ nord, 3° 05′ 29″ est |                | |             | Église Saint-Jacques de La Belliole                                                              |
| Église Saint-Cyr-et-Sainte-Julitte de La Celle-Saint-Cyr                                         | La Celle-Saint-Cyr              |         | 47° 58′ 27″ nord, 3° 17′ 25″ est |                | |             | Église Saint-Cyr-et-Sainte-Julitte de La Celle-Saint-Cyr                                         |
| Église Saint-Sébastien de La Chapelle-Vaupelteigne                                               | La Chapelle-Vaupelteigne        |         | 47° 50′ 42″ nord, 3° 45′ 51″ est | « PA00113638 » | Inscrit MH | 1929        | Église Saint-Sébastien de La Chapelle-Vaupelteigne                                               |
| Église Saint-Laurent de La Chapelle-sur-Oreuse                                                   | La Chapelle-sur-Oreuse          |         | 48° 17′ 30″ nord, 3° 18′ 23″ est |                | |             | Église Saint-Laurent de La Chapelle-sur-Oreuse                                                   |
| Église Saint-Germain de La Ferté-Loupière                                                        | La Ferté-Loupière               |         | 47° 53′ 44″ nord, 3° 14′ 11″ est | « PA00113686 » | Classé MH | 1911        | Église Saint-Germain de La Ferté-Loupière                                                        |
| Église Saint-Joseph-et-Saint-Fiacre de La Postolle                                               | La Postolle                     |         | 48° 16′ 53″ nord, 3° 26′ 39″ est |                | |             | Église Saint-Joseph-et-Saint-Fiacre de La Postolle                                               |
| Église Sainte-Madeleine de Laduz                                                                 | Laduz                           |         | 47° 52′ 51″ nord, 3° 24′ 39″ est |                | |             | Église Sainte-Madeleine de Laduz                                                                 |
| Église Notre-Dame de Lailly                                                                      | Lailly                          |         | 48° 14′ 37″ nord, 3° 31′ 52″ est |                | |             | Église Notre-Dame de Lailly                                                                      |
| Église Notre-Dame-et-Saint-Louis de Lain                                                         | Lain                            |         | 47° 37′ 04″ nord, 3° 20′ 46″ est |                | |             | Église Notre-Dame-et-Saint-Louis de Lain                                                         |
| Église Saint-Martin de Lainsecq                                                                  | Lainsecq                        |         | 47° 33′ 21″ nord, 3° 16′ 26″ est | « PA00113723 » | Inscrit MH La façade                                                                                                 | 1934        | Église Saint-Martin de Lainsecq                                                                  |
| Église Saint-Jacques-et-Saint-Marcel de Lalande                                                  | Lalande                         |         | 47° 40′ 56″ nord, 3° 19′ 13″ est | « PA89000039 » | Inscrit MH | 2006        | Église Saint-Jacques-et-Saint-Marcel de Lalande                                                  |
| Église Saint-Cydroine de Laroche-Saint-Cydroine                                                  | Laroche-Saint-Cydroine          |         | 47° 58′ 02″ nord, 3° 27′ 59″ est | « PA00113724 » | Classé MH | 1905        | Église Saint-Cydroine de Laroche-Saint-Cydroine                                                  |
| Église Saint-Jean-Baptiste de Lasson                                                             | Lasson                          |         | 48° 03′ 34″ nord, 3° 48′ 57″ est | « PA00113726 » | Classé MH | 1912        | Église Saint-Jean-Baptiste de Lasson                                                             |
| Église Saint-Germain de Lavau                                                                    | Lavau                           |         | 47° 35′ 45″ nord, 2° 59′ 14″ est | « PA00113727 » | Inscrit MH | 1926        | Église Saint-Germain de Lavau                                                                    |
| Église Saint-Pierre des Bordes                                                                   | Les Bordes                      |         | 48° 05′ 55″ nord, 3° 22′ 51″ est |                | |             | Image manquante Téléverser                                                                       |
| Église Notre-Dame des Clérimois                                                                  | Les Clérimois                   |         | 48° 13′ 48″ nord, 3° 26′ 34″ est |                | |             | Église Notre-Dame des Clérimois                                                                  |
| Église Notre-Dame-de-la-Nativité des Ormes                                                       | Les Ormes                       |         | 47° 50′ 57″ nord, 3° 16′ 00″ est | « PA89000058 » | Inscrit MH | 2015        | Église Notre-Dame-de-la-Nativité des Ormes                                                       |
| Église Saint-Cyr-et-Sainte-Julitte des Sièges                                                    | Les Sièges                      |         | 48° 10′ 50″ nord, 3° 31′ 06″ est | « PA00113887 » | Inscrit MH | 1980        | Église Saint-Cyr-et-Sainte-Julitte des Sièges                                                    |
| Église Saint-Martin de Leugny                                                                    | Leugny                          |         | 47° 40′ 50″ nord, 3° 22′ 38″ est |                | |             | Église Saint-Martin de Leugny                                                                    |
| Église Saint-Symphorien de Levis                                                                 | Levis                           |         | 47° 39′ 13″ nord, 3° 19′ 32″ est |                | |             | Église Saint-Symphorien de Levis                                                                 |
| Église de la Nativité-de-Notre-Dame de Lichères-près-Aigremont                                   | Lichères-près-Aigremont         |         | 47° 43′ 41″ nord, 3° 51′ 16″ est |                | |             | Église de la Nativité-de-Notre-Dame de Lichères-près-Aigremont                                   |
| Église Saint-Vérain de Lichères-sur-Yonne                                                        | Lichères-sur-Yonne              |         | 47° 30′ 20″ nord, 3° 35′ 29″ est | « PA00113729 » | Inscrit MH | 1926        | Église Saint-Vérain de Lichères-sur-Yonne                                                        |
| Église Saint-Martin de Lignorelles                                                               | Lignorelles                     |         | 47° 51′ 51″ nord, 3° 43′ 40″ est |                | |             | Église Saint-Martin de Lignorelles                                                               |
| Église Saint-Pierre-et-Saint-Paul de Ligny-le-Châtel                                             | Ligny-le-Châtel                 |         | 47° 53′ 56″ nord, 3° 45′ 25″ est | « PA00113731 » | Classé MH | 1911        | Église Saint-Pierre-et-Saint-Paul de Ligny-le-Châtel                                             |
| Église Sainte-Geneviève de Lindry                                                                | Lindry                          |         | 47° 48′ 01″ nord, 3° 25′ 06″ est | « PA89000028 » | Inscrit MH | 2001        | Église Sainte-Geneviève de Lindry                                                                |
| Collégiale Sainte-Madeleine de Lixy                                                              | Lixy                            |         | 48° 14′ 20″ nord, 3° 05′ 48″ est |                | |             | Collégiale Sainte-Madeleine de Lixy                                                              |
| Église Saint-Éloi de Looze                                                                       | Looze                           |         | 47° 59′ 30″ nord, 3° 26′ 19″ est |                | |             | Église Saint-Éloi de Looze                                                                       |
| Église Saint-Martin de Lucy-le-Bois                                                              | Lucy-le-Bois                    |         | 47° 33′ 25″ nord, 3° 53′ 37″ est |                | |             | Image manquante Téléverser                                                                       |
| Église Saint-Barthélemy d'Essert                                                                 | Lucy-sur-Cure                   |         | 47° 38′ 21″ nord, 3° 47′ 17″ est | « IA00002640 » | |             | Église Saint-Barthélemy d'Essert                                                                 |
| Église Saint-Amatre de Lucy-sur-Cure                                                             | Lucy-sur-Cure                   |         | 47° 37′ 45″ nord, 3° 44′ 32″ est | « IA00002707 » | |             | Église Saint-Amatre de Lucy-sur-Cure                                                             |
| Église Notre-Dame de Lucy-sur-Yonne                                                              | Lucy-sur-Yonne                  |         | 47° 31′ 27″ nord, 3° 34′ 55″ est | « PA00113733 » | Classé MH | 1912        | Église Notre-Dame de Lucy-sur-Yonne                                                              |
| Église Saint-Étienne de Lézinnes                                                                 | Lézinnes                        |         | 47° 48′ 06″ nord, 4° 05′ 13″ est | « IA89000764 » | |             | Église Saint-Étienne de Lézinnes                                                                 |
| Église Saint-Germain de Magny                                                                    | Magny                           |         | 47° 28′ 56″ nord, 3° 58′ 43″ est |                | |             | Image manquante Téléverser                                                                       |
| Église Notre-Dame-de-l'Assomption de Maillot                                                     | Maillot                         |         | 48° 10′ 27″ nord, 3° 18′ 17″ est |                | |             | Église Notre-Dame-de-l'Assomption de Maillot                                                     |
| Église Saint-Adrien de Mailly-la-Ville                                                           | Mailly-la-Ville                 |         | 47° 35′ 58″ nord, 3° 40′ 51″ est | « IA00002699 » | |             | Église Saint-Adrien de Mailly-la-Ville                                                           |
| Église Saint-Adrien de Mailly-le-Château                                                         | Mailly-le-Château               |         | 47° 35′ 47″ nord, 3° 38′ 15″ est | « PA00113736 » | Classé MH | 1862        | Église Saint-Adrien de Mailly-le-Château                                                         |
| Église Saint-Martin de Malay-le-Grand                                                            | Malay-le-Grand                  |         | 48° 10′ 32″ nord, 3° 20′ 30″ est |                | |             | Église Saint-Martin de Malay-le-Grand                                                            |
| Église Saint-Pierre de Malay-le-Petit                                                            | Malay-le-Petit                  |         | 48° 10′ 21″ nord, 3° 22′ 42″ est |                | |             | Église Saint-Pierre de Malay-le-Petit                                                            |
| Église Notre-Dame de Maligny                                                                     | Maligny                         |         | 47° 52′ 13″ nord, 3° 45′ 52″ est |                | |             | Église Notre-Dame de Maligny                                                                     |
| Église Saint-Jean-Baptiste de Marchais-Beton                                                     | Marchais-Beton                  |         | 47° 50′ 06″ nord, 3° 02′ 53″ est |                | |             | Église Saint-Jean-Baptiste de Marchais-Beton                                                     |
| Église Saint-Michel de Marmeaux                                                                  | Marmeaux                        |         | 47° 34′ 51″ nord, 4° 05′ 52″ est | « IA89000281 » | |             | Église Saint-Michel de Marmeaux                                                                  |
| Église Saint-Germain de Marsangy                                                                 | Marsangy                        |         | 48° 06′ 36″ nord, 3° 15′ 28″ est |                | |             | Église Saint-Germain de Marsangy                                                                 |
| Église Saint-Jean-l'Évangéliste de Civry-sur-Serein                                              | Massangis                       |         | 47° 36′ 10″ nord, 3° 59′ 43″ est | « PA00113650 » | Classé MH Le porche                                                                                                  | 1908        | Église Saint-Jean-l'Évangéliste de Civry-sur-Serein                                              |
| Église Saint-Symphorien de Massangis                                                             | Massangis                       |         | 47° 37′ 27″ nord, 3° 58′ 30″ est | « IA00077241 » | |             | Église Saint-Symphorien de Massangis                                                             |
| Église Saint-Nicolas de Menades                                                                  | Menades                         |         | 47° 26′ 40″ nord, 3° 49′ 24″ est |                | |             | Image manquante Téléverser                                                                       |
| Église Sainte-Anne de Mercy                                                                      | Mercy                           |         | 48° 01′ 53″ nord, 3° 37′ 46″ est |                | |             | Image manquante Téléverser                                                                       |
| Église Saint-Menge de Merry-Sec                                                                  | Merry-Sec                       |         | 47° 39′ 24″ nord, 3° 29′ 07″ est | « PA89000008 » | Inscrit MH | 1997        | Église Saint-Menge de Merry-Sec                                                                  |
| Église Saint-Vincent de Merry-la-Vallée                                                          | Merry-la-Vallée                 |         | 47° 47′ 59″ nord, 3° 19′ 57″ est |                | |             | Église Saint-Vincent de Merry-la-Vallée                                                          |
| Église Saint-Denis de Merry-sur-Yonne                                                            | Merry-sur-Yonne                 |         | 47° 33′ 48″ nord, 3° 38′ 31″ est | « PA00113964 » | Inscrit MH | 1989        | Église Saint-Denis de Merry-sur-Yonne                                                            |
| Église Saint-Laurent de Michery                                                                  | Michery                         |         | 48° 18′ 35″ nord, 3° 14′ 02″ est | « PA00113741 » | Classé MH | 1907        | Église Saint-Laurent de Michery                                                                  |
| Église Saint-Pancrace de Migennes                                                                | Migennes                        |         | 47° 57′ 54″ nord, 3° 30′ 47″ est | « PA00113742 » | Inscrit MH | 1992        | Église Saint-Pancrace de Migennes                                                                |
| Église du Christ-Roi de Migennes                                                                 | Migennes                        |         | 47° 57′ 54″ nord, 3° 30′ 47″ est |                | |             | Église du Christ-Roi de Migennes                                                                 |
| Église Saint-Romain de Migé                                                                      | Migé                            |         | 47° 40′ 30″ nord, 3° 32′ 34″ est | « PA00113965 » | Classé MH | 1991        | Église Saint-Romain de Migé                                                                      |
| Église Notre-Dame de Molesmes                                                                    | Molesmes                        |         | 47° 36′ 56″ nord, 3° 28′ 00″ est | « PA00113743 » | Classé MH Le portail ; Inscrit MH Eglise, sauf portail classé                                                        | 1977 ; 1977 | Église Notre-Dame de Molesmes                                                                    |
| Église Saint-Pierre-ès-Liens de Molinons                                                         | Molinons                        |         | 48° 14′ 07″ nord, 3° 32′ 10″ est | « PA00113744 » | Inscrit MH | 1926        | Église Saint-Pierre-ès-Liens de Molinons                                                         |
| Église Saint-Marcel de Molosmes                                                                  | Molosmes                        |         | 47° 53′ 15″ nord, 4° 02′ 37″ est | « PA00113745 » | Classé MH | 1965        | Église Saint-Marcel de Molosmes                                                                  |
| Église Saint-Sulpice de Mont-Saint-Sulpice                                                       | Mont-Saint-Sulpice              |         | 47° 56′ 58″ nord, 3° 37′ 46″ est |                | |             | Image manquante Téléverser                                                                       |
| Église Saint-Éloi de Montacher-Villegardin                                                       | Montacher-Villegardin           |         | 48° 10′ 23″ nord, 3° 01′ 47″ est |                | |             | Église Saint-Éloi de Montacher-Villegardin                                                       |
| Église Saint-Nicolas de Villegardin                                                              | Montacher-Villegardin           |         | 48° 10′ 15″ nord, 3° 00′ 26″ est |                | |             | Église Saint-Nicolas de Villegardin                                                              |
| Église Notre-Dame de Montigny-la-Resle                                                           | Montigny-la-Resle               |         | 47° 51′ 53″ nord, 3° 40′ 52″ est |                | |             | Image manquante Téléverser                                                                       |
| Église Saint-Laurent de Montillot                                                                | Montillot                       |         | 47° 31′ 08″ nord, 3° 43′ 11″ est |                | |             | Église Saint-Laurent de Montillot                                                                |
| Collégiale Notre-Dame de Montréal                                                                | Montréal                        |         | 47° 32′ 46″ nord, 4° 02′ 13″ est | « PA00113748 » | Classé MH | 1846        | Collégiale Notre-Dame de Montréal                                                                |
| Église Saint-Cyr-et-Sainte-Julitte de Monéteau                                                   | Monéteau                        |         | 47° 50′ 55″ nord, 3° 34′ 35″ est |                | |             | Église Saint-Cyr-et-Sainte-Julitte de Monéteau                                                   |
| Église Saint-Martin de Mouffy                                                                    | Mouffy                          |         | 47° 39′ 07″ nord, 3° 31′ 06″ est |                | |             | Église Saint-Martin de Mouffy                                                                    |
| Église Saint-Aignan de Moulins-en-Tonnerrois                                                     | Moulins-en-Tonnerrois           |         | 47° 44′ 03″ nord, 4° 02′ 05″ est | « IA89000056 » | |             | Église Saint-Aignan de Moulins-en-Tonnerrois                                                     |
| Église Saint-Denis de Moulins-sur-Ouanne                                                         | Moulins-sur-Ouanne              |         | 47° 42′ 26″ nord, 3° 20′ 12″ est |                | |             | Église Saint-Denis de Moulins-sur-Ouanne                                                         |
| Église Saint-Pierre-et-Saint-Paul de Moutiers-en-Puisaye                                         | Moutiers-en-Puisaye             |         | 47° 36′ 36″ nord, 3° 10′ 33″ est | « PA00113752 » | Classé MH | 1862        | Église Saint-Pierre-et-Saint-Paul de Moutiers-en-Puisaye                                         |
| Église Saint-Aventin de Mélisey                                                                  | Mélisey                         |         | 47° 54′ 59″ nord, 4° 04′ 43″ est | « PA00113738 » | Classé MH | 1967        | Église Saint-Aventin de Mélisey                                                                  |
| Église Saint-Martin de Méré                                                                      | Méré                            |         | 47° 53′ 58″ nord, 3° 49′ 27″ est |                | |             | Église Saint-Martin de Méré                                                                      |
| Église Saint-Marien de Mézilles                                                                  | Mézilles                        |         | 47° 42′ 04″ nord, 3° 10′ 20″ est | « PA00113739 » | Inscrit MH | 1976        | Église Saint-Marien de Mézilles                                                                  |
| Église Saint-Laurent de Môlay                                                                    | Môlay                           |         | 47° 44′ 03″ nord, 3° 56′ 23″ est | « IA89000053 » | |             | Église Saint-Laurent de Môlay                                                                    |
| Église Saint-Pierre de Nailly                                                                    | Nailly                          |         | 48° 13′ 23″ nord, 3° 13′ 27″ est | « PA00113755 » | Inscrit MH | 2011        | Église Saint-Pierre de Nailly                                                                    |
| Église Saint-Symphorien de Neuvy-Sautour                                                         | Neuvy-Sautour                   |         | 48° 02′ 28″ nord, 3° 47′ 38″ est | « PA00113758 » | Classé MH | 1911        | Église Saint-Symphorien de Neuvy-Sautour                                                         |
| Église Saint-Christophe de Nitry                                                                 | Nitry                           |         | 47° 40′ 22″ nord, 3° 52′ 40″ est | « PA00135245 » | Inscrit MH | 1995        | Église Saint-Christophe de Nitry                                                                 |
| Église Notre-Dame de Noyers                                                                      | Noyers                          |         | 47° 41′ 45″ nord, 3° 59′ 38″ est | « PA00113761 » | Classé MH | 1906        | Église Notre-Dame de Noyers                                                                      |
| Église Saint-Fiacre de Puits-de-Bon                                                              | Noyers                          |         | 47° 40′ 46″ nord, 3° 57′ 04″ est | « IA89000182 » | |             | Église Saint-Fiacre de Puits-de-Bon                                                              |
| Église Saint-Caprais de Noé                                                                      | Noé                             |         | 48° 09′ 49″ nord, 3° 24′ 13″ est |                | |             | Église Saint-Caprais de Noé                                                                      |
| Église Saint-Cyr-et-Sainte-Julitte de Nuits                                                      | Nuits                           |         | 47° 43′ 45″ nord, 4° 12′ 49″ est | « IA89000765 » | |             | Église Saint-Cyr-et-Sainte-Julitte de Nuits                                                      |
| Église Saint-Pierre-ès-Liens d'Ormoy                                                             | Ormoy                           |         | 47° 57′ 08″ nord, 3° 34′ 23″ est |                | |             | Église Saint-Pierre-ès-Liens d'Ormoy                                                             |
| Église Notre-Dame d'Ouanne                                                                       | Ouanne                          |         | 47° 39′ 42″ nord, 3° 25′ 05″ est | « PA00113772 » | Classé MH | 1989        | Église Notre-Dame d'Ouanne                                                                       |
| Église Saint-Vincent de Chastenay                                                                | Ouanne                          |         | 47° 39′ 22″ nord, 3° 22′ 55″ est |                | |             | Église Saint-Vincent de Chastenay                                                                |
| Église de l'Assomption de Pacy-sur-Armançon                                                      | Pacy-sur-Armançon               |         | 47° 46′ 37″ nord, 4° 05′ 43″ est | « IA89000767 » | |             | Image manquante Téléverser                                                                       |
| Église Sainte-Apolline de Pailly                                                                 | Pailly                          |         | 48° 21′ 06″ nord, 3° 19′ 26″ est |                | |             | Église Sainte-Apolline de Pailly                                                                 |
| Église Saint-Sébastien de Parly                                                                  | Parly                           |         | 47° 45′ 52″ nord, 3° 20′ 53″ est | « PA00113774 » | Classé MH | 1972        | Église Saint-Sébastien de Parly                                                                  |
| Église Sainte-Florence de Paron                                                                  | Paron                           |         | 48° 10′ 41″ nord, 3° 15′ 02″ est |                | |             | Église Sainte-Florence de Paron                                                                  |
| Église Notre-Dame de Paron                                                                       | Paron                           |         | 48° 11′ 34″ nord, 3° 15′ 33″ est |                | |             | Image manquante Téléverser                                                                       |
| Église Saint-Pierre de Paroy-en-Othe                                                             | Paroy-en-Othe                   |         | 48° 02′ 03″ nord, 3° 34′ 21″ est |                | |             | Image manquante Téléverser                                                                       |
| Église Saint-Pierre-aux-Liens de Paroy-sur-Tholon                                                | Paroy-sur-Tholon                |         | 47° 57′ 12″ nord, 3° 22′ 09″ est |                | |             | Église Saint-Pierre-aux-Liens de Paroy-sur-Tholon                                                |
| Église Saint-Aubin de Pasilly                                                                    | Pasilly                         |         | 47° 41′ 48″ nord, 4° 04′ 40″ est | « IA89000063 » | |             | Église Saint-Aubin de Pasilly                                                                    |
| Église Saint-Jacques-le-Mineur de Passy                                                          | Passy                           |         | 48° 06′ 41″ nord, 3° 18′ 17″ est |                | |             | Église Saint-Jacques-le-Mineur de Passy                                                          |
| Église Saint-Pierre de Sognes                                                                    | Perceneige                      |         | 48° 21′ 58″ nord, 3° 27′ 22″ est | « PA00113776 » | Inscrit MH Crypte | 1926        | Église Saint-Pierre de Sognes                                                                    |
| Église Saint-Étienne de Grange-le-Bocage                                                         | Perceneige                      |         | 48° 19′ 50″ nord, 3° 26′ 15″ est |                | |             | Église Saint-Étienne de Grange-le-Bocage                                                         |
| Église Notre-Dame-de-l'Assomption de Villiers-Bonneux                                            | Perceneige                      |         | 48° 21′ 10″ nord, 3° 24′ 24″ est |                | |             | Église Notre-Dame-de-l'Assomption de Villiers-Bonneux                                            |
| Église Saint-Martin de Vertilly                                                                  | Perceneige                      |         | 48° 21′ 24″ nord, 3° 22′ 49″ est |                | |             | Église Saint-Martin de Vertilly                                                                  |
| Église Saint-Savinien de Plessis-du-Mée                                                          | Perceneige                      |         | 48° 21′ 38″ nord, 3° 21′ 39″ est |                | |             | Église Saint-Savinien de Plessis-du-Mée                                                          |
| Église Notre-Dame-de-la-Visitation de Courceaux                                                  | Perceneige                      |         | 48° 22′ 59″ nord, 3° 23′ 01″ est |                | |             | Église Notre-Dame-de-la-Visitation de Courceaux                                                  |
| Église Saint-Loup de Percey                                                                      | Percey                          |         | 47° 57′ 48″ nord, 3° 49′ 24″ est |                | |             | Église Saint-Loup de Percey                                                                      |
| Église de l'Assomption de Perreux                                                                | Perreux                         |         | 47° 51′ 33″ nord, 3° 09′ 15″ est |                | |             | Église de l'Assomption de Perreux                                                                |
| Église Saint-Laurent de Perrigny                                                                 | Perrigny                        |         | 47° 49′ 07″ nord, 3° 32′ 22″ est |                | |             | Image manquante Téléverser                                                                       |
| Église Saint-Martin de Perrigny-sur-Armançon                                                     | Perrigny-sur-Armançon           |         | 47° 41′ 24″ nord, 4° 14′ 19″ est | « IA89000768 » | |             | Église Saint-Martin de Perrigny-sur-Armançon                                                     |
| Église Saint-Léonard de Pierre-Perthuis                                                          | Pierre-Perthuis                 |         | 47° 25′ 56″ nord, 3° 47′ 05″ est |                | |             | Église Saint-Léonard de Pierre-Perthuis                                                          |
| Église Saint-Martin-et-Sainte-Radegonde de Piffonds                                              | Piffonds                        |         | 48° 03′ 19″ nord, 3° 08′ 46″ est |                | |             | Église Saint-Martin-et-Sainte-Radegonde de Piffonds                                              |
| Église de l'Assomption de Pimelles                                                               | Pimelles                        |         | 47° 50′ 18″ nord, 4° 10′ 34″ est |                | |             | Image manquante Téléverser                                                                       |
| Église Saint-Germain-d'Auxerre de Pisy                                                           | Pisy                            |         | 47° 33′ 17″ nord, 4° 08′ 27″ est | « IA89000287 » | |             | Église Saint-Germain-d'Auxerre de Pisy                                                           |
| Église Saint-Jean-l'Évangéliste-et-Saint-Lupien de Plessis-Saint-Jean                            | Plessis-Saint-Jean              |         | 48° 21′ 04″ nord, 3° 18′ 24″ est |                | |             | Église Saint-Jean-l'Évangéliste-et-Saint-Lupien de Plessis-Saint-Jean                            |
| Église Saint-Aignan de Poilly-sur-Serein                                                         | Poilly-sur-Serein               |         | 47° 45′ 53″ nord, 3° 53′ 40″ est | « PA00113783 » | Classé MH | 1910        | Église Saint-Aignan de Poilly-sur-Serein                                                         |
| Église Saint-Germain-l'Auxerrois de Poilly-sur-Tholon                                            | Poilly-sur-Tholon               |         | 47° 51′ 54″ nord, 3° 23′ 33″ est |                | |             | Église Saint-Germain-l'Auxerrois de Poilly-sur-Tholon                                            |
| Église Notre-Dame de Pont-sur-Vanne                                                              | Pont-sur-Vanne                  |         | 48° 11′ 00″ nord, 3° 26′ 38″ est |                | |             | Église Notre-Dame de Pont-sur-Vanne                                                              |
| Église Notre-Dame de Pont-sur-Yonne                                                              | Pont-sur-Yonne                  |         | 48° 17′ 15″ nord, 3° 12′ 15″ est | « PA00113790 » | Classé MH | 1907        | Église Notre-Dame de Pont-sur-Yonne                                                              |
| Église Notre-Dame-de-la-Nativité de Pontaubert                                                   | Pontaubert                      |         | 47° 29′ 23″ nord, 3° 51′ 43″ est | « PA00113787 » | Classé MH | 1862        | Église Notre-Dame-de-la-Nativité de Pontaubert                                                   |
| Abbatiale Notre-Dame-et-Saint-Edme de Pontigny                                                   | Pontigny                        |         | 47° 54′ 34″ nord, 3° 42′ 53″ est | « PA00113789 » | Classé MH | 1840        | Abbatiale Notre-Dame-et-Saint-Edme de Pontigny                                                   |
| Église Saint-Serge de Pourrain                                                                   | Pourrain                        |         | 47° 45′ 22″ nord, 3° 24′ 45″ est | « PA00113792 » | Inscrit MH Le choeur, l'abside et les chapelles latérales                                                            | 1926        | Église Saint-Serge de Pourrain                                                                   |
| Église Saint-Symphorien de Provency                                                              | Provency                        |         | 47° 32′ 49″ nord, 3° 57′ 17″ est | « IA00077275 » | |             | Église Saint-Symphorien de Provency                                                              |
| Église Saint-Paul de Précy-le-Sec                                                                | Précy-le-Sec                    |         | 47° 35′ 35″ nord, 3° 49′ 54″ est | « IA00077267 » | |             | Église Saint-Paul de Précy-le-Sec                                                                |
| Église Saint-Léon-II de Précy-sur-Vrin                                                           | Précy-sur-Vrin                  |         | 47° 58′ 06″ nord, 3° 14′ 54″ est |                | |             | Église Saint-Léon-II de Précy-sur-Vrin                                                           |
| Église Notre-Dame de Prégilbert                                                                  | Prégilbert                      |         | 47° 38′ 04″ nord, 3° 40′ 01″ est | « PA00113793 » | Classé MH | 1912        | Église Notre-Dame de Prégilbert                                                                  |
| Église Sainte-Claire de Préhy                                                                    | Préhy                           |         | 47° 44′ 34″ nord, 3° 44′ 17″ est | « PA00113808 » | Inscrit MH | 1977        | Image manquante Téléverser                                                                       |
| Église Saint-Georges de Quarré-les-Tombes                                                        | Quarré-les-Tombes               |         | 47° 22′ 07″ nord, 3° 59′ 50″ est | « PA00113796 » | Inscrit MH | 1931        | Église Saint-Georges de Quarré-les-Tombes                                                        |
| Église Notre-Dame-de-l'Assomption de Quenne                                                      | Quenne                          |         | 47° 46′ 37″ nord, 3° 39′ 00″ est | « PA00113797 » | Inscrit MH | 1926        | Église Notre-Dame-de-l'Assomption de Quenne                                                      |
| Église Saint-Barthélemy de Quincerot                                                             | Quincerot                       |         | 47° 56′ 27″ nord, 4° 09′ 46″ est |                | |             | Image manquante Téléverser                                                                       |
| Église Saint-Pantaléon de Ravières                                                               | Ravières                        |         | 47° 44′ 06″ nord, 4° 13′ 40″ est | « PA00113798 » | Classé MH | 1913        | Église Saint-Pantaléon de Ravières                                                               |
| Église Saint-Martin de Roffey                                                                    | Roffey                          |         | 47° 55′ 04″ nord, 3° 55′ 16″ est |                | |             | Église Saint-Martin de Roffey                                                                    |
| Église de Rogny-les-Sept-Ecluses                                                                 | Rogny-les-Sept-Écluses          |         | 47° 44′ 54″ nord, 2° 53′ 00″ est | « PA00113800 » | Inscrit MH | 1926        | Église de Rogny-les-Sept-Ecluses                                                                 |
| Église Saint-Barthélemy de Rosoy                                                                 | Rosoy                           |         | 48° 09′ 11″ nord, 3° 18′ 34″ est |                | |             | Église Saint-Barthélemy de Rosoy                                                                 |
| Église Saint-Pierre de Rousson                                                                   | Rousson                         |         | 48° 05′ 52″ nord, 3° 15′ 51″ est |                | |             | Église Saint-Pierre de Rousson                                                                   |
| Église Saint-Georges de Rouvray                                                                  | Rouvray                         |         | 47° 53′ 56″ nord, 3° 40′ 07″ est |                | |             | Église Saint-Georges de Rouvray                                                                  |
| Église Saint-Marcel de Rugny                                                                     | Rugny                           |         | 47° 53′ 58″ nord, 4° 08′ 37″ est | « PA00113801 » | Inscrit MH | 1965        | Image manquante Téléverser                                                                       |
| Église Sainte-Marie-Madeleine de Sainpuits                                                       | Sainpuits                       |         | 47° 31′ 07″ nord, 3° 15′ 30″ est |                | |             | Église Sainte-Marie-Madeleine de Sainpuits                                                       |
| Église Saint-Agnan de Saint-Agnan (Yonne)                                                        | Saint-Agnan                     |         | 48° 18′ 09″ nord, 3° 03′ 04″ est |                | |             | Église Saint-Agnan de Saint-Agnan (Yonne)                                                        |
| Église Saint-André de Saint-André-en-Terre-Plaine                                                | Saint-André-en-Terre-Plaine     |         | 47° 28′ 48″ nord, 4° 03′ 32″ est | « IA89000285 » | |             | Image manquante Téléverser                                                                       |
| Église Saint-Aubin de Saint-Aubin-Château-Neuf                                                   | Saint-Aubin-Château-Neuf        |         | 47° 49′ 19″ nord, 3° 18′ 32″ est |                | |             | Église Saint-Aubin de Saint-Aubin-Château-Neuf                                                   |
| Église Saint-Aubin de Saint-Aubin-sur-Yonne                                                      | Saint-Aubin-sur-Yonne           |         | 48° 00′ 05″ nord, 3° 20′ 39″ est | « PA00113804 » | Classé MH | 1913        | Église Saint-Aubin de Saint-Aubin-sur-Yonne                                                      |
| Église Saint-Pancrace de Saint-Brancher                                                          | Saint-Brancher                  |         | 47° 25′ 35″ nord, 3° 59′ 50″ est |                | |             | Image manquante Téléverser                                                                       |
| Église Saint-Prix-et-Saint-Cot de Saint-Bris-le-Vineux                                           | Saint-Bris-le-Vineux            |         | 47° 44′ 40″ nord, 3° 38′ 52″ est | « PA00113805 » | Classé MH | 1904        | Église Saint-Prix-et-Saint-Cot de Saint-Bris-le-Vineux                                           |
| Église Saint-Clément de Saint-Clément (Yonne)                                                    | Saint-Clément                   |         | 48° 13′ 02″ nord, 3° 17′ 14″ est |                | |             | Église Saint-Clément de Saint-Clément (Yonne)                                                    |
| Église Saint-Cyr-et-Sainte-Julitte de Saint-Cyr-les-Colons                                       | Saint-Cyr-les-Colons            |         | 47° 44′ 34″ nord, 3° 44′ 17″ est | « PA00135246 » | Inscrit MH | 1995        | Église Saint-Cyr-et-Sainte-Julitte de Saint-Cyr-les-Colons                                       |
| Église Saint-Denis de Saint-Denis-lès-Sens                                                       | Saint-Denis-lès-Sens            |         | 48° 13′ 44″ nord, 3° 15′ 57″ est |                | |             | Église Saint-Denis de Saint-Denis-lès-Sens                                                       |
| Église Saint-Loup-de-Sens de Saint-Denis-sur-Ouanne                                              | Saint-Denis-sur-Ouanne          |         | 47° 49′ 18″ nord, 3° 07′ 48″ est |                | |             | Église Saint-Loup-de-Sens de Saint-Denis-sur-Ouanne                                              |
| Église Saint-Ferréol de Saint-Fargeau                                                            | Saint-Fargeau                   |         | 47° 38′ 24″ nord, 3° 04′ 27″ est | « PA00113812 » | Classé MH | 1907        | Église Saint-Ferréol de Saint-Fargeau                                                            |
| Église Saint-Fiacre de Ronchères                                                                 | Saint-Fargeau                   |         | 47° 39′ 29″ nord, 3° 07′ 03″ est | « PA00113813 » | Classé MH L'intérieur et les peintures ; Inscrit MH Les façades et les toitures                                      | 1984 ; 1984 | Église Saint-Fiacre de Ronchères                                                                 |
| Église Saint-Pierre de Septfonds                                                                 | Saint-Fargeau                   |         | 47° 42′ 07″ nord, 3° 05′ 52″ est | « PA00113815 » | Inscrit MH | 1983        | Église Saint-Pierre de Septfonds                                                                 |
| Église Saint-Florentin de Saint-Florentin (Yonne)                                                | Saint-Florentin                 |         | 48° 00′ 03″ nord, 3° 43′ 47″ est | « PA00113818 » | Classé MH | 1840        | Église Saint-Florentin de Saint-Florentin (Yonne)                                                |
| Église Saint-André d'Avrolles                                                                    | Saint-Florentin                 |         | 48° 00′ 12″ nord, 3° 41′ 00″ est |                | |             | Église Saint-André d'Avrolles                                                                    |
| Église Saint-Georges de Saint-Georges-sur-Baulche                                                | Saint-Georges-sur-Baulche       |         | 47° 48′ 28″ nord, 3° 31′ 59″ est |                | |             | Église Saint-Georges de Saint-Georges-sur-Baulche                                                |
| Église Saint-Germain de Saint-Germain-des-Champs                                                 | Saint-Germain-des-Champs        |         | 47° 24′ 38″ nord, 3° 55′ 17″ est |                | |             | Église Saint-Germain de Saint-Germain-des-Champs                                                 |
| Église Saint-Pierre de Saint-Julien-du-Sault                                                     | Saint-Julien-du-Sault           |         | 48° 01′ 53″ nord, 3° 17′ 45″ est | « PA00113821 » | Classé MH | 1840        | Église Saint-Pierre de Saint-Julien-du-Sault                                                     |
| Église Saint-Loup-de-Sens de Saint-Loup-d'Ordon                                                  | Saint-Loup-d'Ordon              |         | 48° 00′ 59″ nord, 3° 09′ 44″ est |                | |             | Église Saint-Loup-de-Sens de Saint-Loup-d'Ordon                                                  |
| Église Saint-Léger de Saint-Léger-Vauban                                                         | Saint-Léger-Vauban              |         | 47° 23′ 17″ nord, 4° 02′ 28″ est | « PA00113826 » | Inscrit MH | 1988        | Église Saint-Léger de Saint-Léger-Vauban                                                         |
| Église Saint-Martin de Saint-Martin-d'Ordon                                                      | Saint-Martin-d'Ordon            |         | 48° 01′ 24″ nord, 3° 10′ 31″ est |                | |             | Église Saint-Martin de Saint-Martin-d'Ordon                                                      |
| Église Saint-Martin de Saint-Martin-des-Champs                                                   | Saint-Martin-des-Champs         |         | 47° 39′ 21″ nord, 3° 02′ 01″ est | « PA00113814 » | Inscrit MH | 1926        | Église Saint-Martin de Saint-Martin-des-Champs                                                   |
| Église Saint-Martin de Saint-Martin-du-Tertre                                                    | Saint-Martin-du-Tertre          |         | 48° 12′ 49″ nord, 3° 15′ 33″ est |                | |             | Église Saint-Martin de Saint-Martin-du-Tertre                                                    |
| Église Notre-Dame de Saint-Martin-sur-Armançon                                                   | Saint-Martin-sur-Armançon       |         | 47° 52′ 23″ nord, 4° 04′ 06″ est |                | |             | Église Notre-Dame de Saint-Martin-sur-Armançon                                                   |
| Église Saint-Martin de Saint-Martin-sur-Ocre                                                     | Saint-Martin-sur-Ocre           |         | 47° 49′ 03″ nord, 3° 20′ 27″ est |                | |             | Église Saint-Martin de Saint-Martin-sur-Ocre                                                     |
| Église Saint-Maurice de Saint-Maurice-Thizouaille                                                | Saint-Maurice-Thizouaille       |         | 47° 50′ 02″ nord, 3° 21′ 46″ est |                | |             | Église Saint-Maurice de Saint-Maurice-Thizouaille                                                |
| Église Saint-Maurice de Saint-Maurice-aux-Riches-Hommes                                          | Saint-Maurice-aux-Riches-Hommes |         | 48° 20′ 58″ nord, 3° 30′ 42″ est |                | |             | Église Saint-Maurice de Saint-Maurice-aux-Riches-Hommes                                          |
| Église Saint-Léger de Saint-Maurice-le-Vieil                                                     | Saint-Maurice-le-Vieil          |         | 47° 49′ 27″ nord, 3° 21′ 08″ est |                | |             | Église Saint-Léger de Saint-Maurice-le-Vieil                                                     |
| Église Saint-Moré de Saint-Moré                                                                  | Saint-Moré                      |         | 47° 34′ 34″ nord, 3° 46′ 39″ est |                | |             | Église Saint-Moré de Saint-Moré                                                                  |
| Église Saint-Privat de Saint-Privé (Yonne)                                                       | Saint-Privé                     |         | 47° 40′ 59″ nord, 2° 59′ 56″ est | « PA00113838 » | Classé MH | 1907        | Église Saint-Privat de Saint-Privé (Yonne)                                                       |
| Ancienne église Saint-Pierre de Saint-Père                                                       | Saint-Père                      |         | 47° 27′ 26″ nord, 3° 45′ 54″ est | « PA00113835 » | Inscrit MH | 1926        | Ancienne église Saint-Pierre de Saint-Père                                                       |
| Église Notre-Dame de Saint-Père                                                                  | Saint-Père                      |         | 47° 27′ 30″ nord, 3° 45′ 56″ est | « PA00113834 » | Classé MH | 1840        | Église Notre-Dame de Saint-Père                                                                  |
| Église Saint-Romain de Saint-Romain-le-Preux                                                     | Saint-Romain-le-Preux           |         | 47° 55′ 58″ nord, 3° 14′ 17″ est |                | |             | Église Saint-Romain de Saint-Romain-le-Preux                                                     |
| Église Saint-Jean-Baptiste de Saint-Sauveur-en-Puisaye                                           | Saint-Sauveur-en-Puisaye        |         | 47° 36′ 58″ nord, 3° 11′ 50″ est |                | |             | Église Saint-Jean-Baptiste de Saint-Sauveur-en-Puisaye                                           |
| Église Saint-Sérotin de Saint-Sérotin                                                            | Saint-Sérotin                   |         | 48° 14′ 48″ nord, 3° 09′ 30″ est |                | |             | Église Saint-Sérotin de Saint-Sérotin                                                            |
| Église Saint-Valérien de Saint-Valérien (Yonne)                                                  | Saint-Valérien                  |         | 48° 10′ 45″ nord, 3° 05′ 44″ est | « PA00113841 » | Inscrit MH Portail Renaissance                                                                                       | 1926        | Église Saint-Valérien de Saint-Valérien (Yonne)                                                  |
| Église Sainte-Colombe de Sainte-Colombe (Yonne)                                                  | Sainte-Colombe                  |         | 47° 34′ 00″ nord, 3° 58′ 11″ est |                | |             | Église Sainte-Colombe de Sainte-Colombe (Yonne)                                                  |
| Église Sainte-Colombe de Sainte-Colombe-sur-Loing                                                | Sainte-Colombe-sur-Loing        |         | 47° 34′ 12″ nord, 3° 14′ 08″ est | « PA00113807 » | Classé MH | 1913        | Église Sainte-Colombe de Sainte-Colombe-sur-Loing                                                |
| Église Sainte-Catherine de Touchebœuf                                                            | Sainte-Magnance                 |         | 47° 27′ 59″ nord, 4° 06′ 50″ est | « IA89000292 » | |             | Image manquante Téléverser                                                                       |
| Église Sainte-Magnance de Sainte-Magnance                                                        | Sainte-Magnance                 |         | 47° 27′ 03″ nord, 4° 04′ 26″ est | « IA89000290 » | |             | Église Sainte-Magnance de Sainte-Magnance                                                        |
| Église Sainte-Pallaye de Sainte-Pallaye                                                          | Sainte-Pallaye                  |         | 47° 38′ 59″ nord, 3° 40′ 15″ est | « IA00002670 » | |             | Église Sainte-Pallaye de Sainte-Pallaye                                                          |
| Église Saint-Pierre de Sainte-Vertu                                                              | Sainte-Vertu                    |         | 47° 45′ 00″ nord, 3° 54′ 57″ est | « PA00113842 » | Classé MH Eglise, sauf clocher moderne ; Inscrit MH En totalité, le clocher de l'église                              | 1970 ; 2021 | Église Saint-Pierre de Sainte-Vertu                                                              |
| Église Saint-Prix de Saints                                                                      | Saints-en-Puisaye               |         | 47° 37′ 16″ nord, 3° 15′ 44″ est | « PA00113840 » | Classé MH | 1983        | Église Saint-Prix de Saints                                                                      |
| Église Saint-Laurent de Saligny                                                                  | Saligny                         |         | 48° 12′ 42″ nord, 3° 21′ 37″ est | « PA00113843 » | Classé MH Les peintures de la voûte ; Inscrit MH Les façades et les toitures                                         | 1979 ; 1979 | Église Saint-Laurent de Saligny                                                                  |
| Église Saint-Pierre-ès-Liens de Sambourg                                                         | Sambourg                        |         | 47° 46′ 07″ nord, 4° 01′ 26″ est | « IA89000773 » | |             | Église Saint-Pierre-ès-Liens de Sambourg                                                         |
| Église de l'Assomption de Santigny                                                               | Santigny                        |         | 47° 34′ 03″ nord, 4° 07′ 16″ est | « IA89000276 » | |             | Église de l'Assomption de Santigny                                                               |
| Église Saint-Germain de Sarry                                                                    | Sarry                           |         | 47° 40′ 06″ nord, 4° 04′ 23″ est | « PA00113845 » | Inscrit MH | 1929        | Église Saint-Germain de Sarry                                                                    |
| Église de l'Immaculée-Conception de Sauvigny-le-Beuréal                                          | Sauvigny-le-Beuréal             |         | 47° 29′ 15″ nord, 4° 06′ 31″ est | « IA89000277 » | |             | Image manquante Téléverser                                                                       |
| Église Saint-Vincent de Sauvigny-le-Bois                                                         | Sauvigny-le-Bois                |         | 47° 30′ 50″ nord, 3° 56′ 25″ est |                | |             | Église Saint-Vincent de Sauvigny-le-Bois                                                         |
| Église Saint-Bénigne de Savigny-en-Terre-Plaine                                                  | Savigny-en-Terre-Plaine         |         | 47° 29′ 46″ nord, 4° 05′ 10″ est | « PA00113848 » | Classé MH | 1908        | Église Saint-Bénigne de Savigny-en-Terre-Plaine                                                  |
| Église Saint-Pierre de Savigny-sur-Clairis                                                       | Savigny-sur-Clairis             |         | 48° 04′ 32″ nord, 3° 05′ 34″ est |                | |             | Église Saint-Pierre de Savigny-sur-Clairis                                                       |
| Église Saint-Maurice de Sceaux                                                                   | Sceaux                          |         | 47° 31′ 49″ nord, 4° 01′ 21″ est | « IA89000279 » | |             | Église Saint-Maurice de Sceaux                                                                   |
| Église Saint-Martial de Seignelay                                                                | Seignelay                       |         | 47° 54′ 14″ nord, 3° 36′ 04″ est | « PA00113849 » | Classé MH | 1921        | Église Saint-Martial de Seignelay                                                                |
| Église Saint-Pierre de Sementron                                                                 | Sementron                       |         | 47° 38′ 48″ nord, 3° 21′ 26″ est |                | |             | Église Saint-Pierre de Sementron                                                                 |
| Église Saint-Firmin de Senan                                                                     | Senan                           |         | 47° 54′ 42″ nord, 3° 21′ 34″ est | « PA00113851 » | Classé MH | 1911        | Église Saint-Firmin de Senan                                                                     |
| Église Saint-Pierre de Sennevoy-le-Bas                                                           | Sennevoy-le-Bas                 |         | 47° 48′ 26″ nord, 4° 17′ 24″ est |                | |             | Église Saint-Pierre de Sennevoy-le-Bas                                                           |
| Église de l'Immaculée-Conception de Sennevoy-le-Haut                                             | Sennevoy-le-Haut                |         | 47° 48′ 23″ nord, 4° 16′ 51″ est |                | |             | Église de l'Immaculée-Conception de Sennevoy-le-Haut                                             |
| Cathédrale Saint-Étienne de Sens                                                                 | Sens                            |         | 48° 11′ 52″ nord, 3° 17′ 01″ est | « PA00113853 » | Classé MH | 1840        | Cathédrale Saint-Étienne de Sens                                                                 |
| Église Saint-Maurice de Sens                                                                     | Sens                            |         | 48° 11′ 52″ nord, 3° 16′ 32″ est | « PA00113855 » | Classé MH | 1915        | Église Saint-Maurice de Sens                                                                     |
| Église Saint-Pierre-le-Rond de Sens                                                              | Sens                            |         | 48° 11′ 47″ nord, 3° 16′ 53″ est | « PA00113856 » | Classé MH | 1965        | Église Saint-Pierre-le-Rond de Sens                                                              |
| Église Saint-Pregts de Sens                                                                      | Sens                            |         | 48° 11′ 33″ nord, 3° 17′ 05″ est | « PA00113857 » | Classé MH Façade principale et campanile ; Inscrit MH Eglise (sauf parties classées)                                 | 1965 ; 1965 | Église Saint-Pregts de Sens                                                                      |
| Église Sainte-Mathie de Sens                                                                     | Sens                            |         | 48° 11′ 59″ nord, 3° 16′ 46″ est | « PA00113854 » | Inscrit MH | 1966        | Image manquante Téléverser                                                                       |
| Basilique Saint-Savinien de Sens                                                                 | Sens                            |         | 48° 11′ 48″ nord, 3° 18′ 01″ est | « PA00113858 » | Classé MH | 1862        | Basilique Saint-Savinien de Sens                                                                 |
| Église Saint-Savinien-le-jeune de Sens                                                           | Sens                            |         | 48° 06′ 56″ nord, 3° 10′ 26″ est | « PA89000057 » | Inscrit MH | 2014        | Église Saint-Savinien-le-jeune de Sens                                                           |
| Église Saint-Antoine de Sens                                                                     | Sens                            |         | 48° 12′ 28″ nord, 3° 17′ 05″ est |                | |             | Église Saint-Antoine de Sens                                                                     |
| Église Saint-Jean de l'ancienne abbaye Saint-Jean-lès-Sens de Sens                               | Sens                            |         | 48° 11′ 53″ nord, 3° 17′ 32″ est |                | |             | Église Saint-Jean de l'ancienne abbaye Saint-Jean-lès-Sens de Sens                               |
| Église Notre-Dame-des-Neiges de la congrégation de la Famille Missionnaire de Notre-Dame de Sens | Sens                            |         | 48° 12′ 28″ nord, 3° 17′ 06″ est |                | |             | Église Notre-Dame-des-Neiges de la congrégation de la Famille Missionnaire de Notre-Dame de Sens |
| Église Saint-Victor de Serbonnes                                                                 | Serbonnes                       |         | 48° 19′ 12″ nord, 3° 12′ 15″ est | « PA00113886 » | Inscrit MH Le choeur et le transept                                                                                  | 1926        | Église Saint-Victor de Serbonnes                                                                 |
| Église Saint-Tiburce de Sergines                                                                 | Sergines                        |         | 48° 20′ 33″ nord, 3° 15′ 48″ est |                | |             | Église Saint-Tiburce de Sergines                                                                 |
| Église Notre-Dame-de-la-Nativité de Sermizelles                                                  | Sermizelles                     |         | 47° 32′ 09″ nord, 3° 47′ 32″ est |                | |             | Église Notre-Dame-de-la-Nativité de Sermizelles                                                  |
| Église de l'Assomption de Serrigny                                                               | Serrigny                        |         | 47° 50′ 10″ nord, 3° 54′ 43″ est |                | |             | Image manquante Téléverser                                                                       |
| Église Saint-Gras de Sery                                                                        | Sery                            |         | 47° 37′ 07″ nord, 3° 40′ 59″ est |                | |             | Image manquante Téléverser                                                                       |
| Église Saint-Martin de Sommecaise                                                                | Sommecaise                      |         | 47° 50′ 57″ nord, 3° 13′ 58″ est |                | |             | Église Saint-Martin de Sommecaise                                                                |
| Église Saint-Pierre-aux-Liens de Sormery                                                         | Sormery                         |         | 48° 05′ 21″ nord, 3° 46′ 11″ est | « PA00113889 » | Inscrit MH | 1926        | Église Saint-Pierre-aux-Liens de Sormery                                                         |
| Église Saint-Étienne de Soucy                                                                    | Soucy                           |         | 48° 15′ 00″ nord, 3° 19′ 25″ est | « PA00113890 » | Inscrit MH | 1930        | Église Saint-Étienne de Soucy                                                                    |
| Église Saint-Pierre-et-Saint-Paul de Sougères-en-Puisaye                                         | Sougères-en-Puisaye             |         | 47° 33′ 33″ nord, 3° 19′ 47″ est |                | |             | Église Saint-Pierre-et-Saint-Paul de Sougères-en-Puisaye                                         |
| Église Saint-Martin de Soumaintrain                                                              | Soumaintrain                    |         | 48° 01′ 14″ nord, 3° 49′ 35″ est |                | |             | Église Saint-Martin de Soumaintrain                                                              |
| Église Saint-Pierre-ès-Liens de Stigny                                                           | Stigny                          |         | 47° 46′ 31″ nord, 4° 14′ 02″ est | « IA89000775 » | |             | Image manquante Téléverser                                                                       |
| Église Notre-Dame de Subligny                                                                    | Subligny                        |         | 48° 09′ 56″ nord, 3° 12′ 05″ est |                | |             | Église Notre-Dame de Subligny                                                                    |
| Église Saint-Martin de Sépeaux-Saint Romain                                                      | Sépeaux-Saint Romain            |         | 47° 56′ 37″ nord, 3° 14′ 09″ est |                | |             | Église Saint-Martin de Sépeaux-Saint Romain                                                      |
| Église Saint-Martin de Taingy                                                                    | Taingy                          |         | 47° 36′ 56″ nord, 3° 24′ 15″ est | « PA00113892 » | Inscrit MH | 1926        | Église Saint-Martin de Taingy                                                                    |
| Église Saint-Pierre de Talcy                                                                     | Talcy                           |         | 47° 34′ 20″ nord, 4° 04′ 04″ est | « PA00113893 » | Inscrit MH La porte du 16e siècle aujourd'hui murée située dans le mur ouest du bras sud du transept                 | 1926        | Église Saint-Pierre de Talcy                                                                     |
| Église Saint-Sylvestre de Tanlay                                                                 | Tanlay                          |         | 47° 50′ 51″ nord, 4° 05′ 07″ est | « PA89000069 » | Inscrit MH | 2016        | Église Saint-Sylvestre de Tanlay                                                                 |
| Église Saint-Pierre-et-Saint-Paul de Saint-Vinnemer                                              | Tanlay                          |         | 47° 49′ 37″ nord, 4° 04′ 59″ est |                | |             | Église Saint-Pierre-et-Saint-Paul de Saint-Vinnemer                                              |
| Église Saint-Remy de Commissey                                                                   | Tanlay                          |         | 47° 51′ 26″ nord, 4° 04′ 04″ est |                | |             | Église Saint-Remy de Commissey                                                                   |
| Église Saint-Martin de Tannerre-en-Puisaye                                                       | Tannerre-en-Puisaye             |         | 47° 44′ 08″ nord, 3° 07′ 53″ est |                | |             | Église Saint-Martin de Tannerre-en-Puisaye                                                       |
| Église de l'Immaculée-Conception de Tharoiseau                                                   | Tharoiseau                      |         | 47° 27′ 46″ nord, 3° 48′ 17″ est |                | |             | Église de l'Immaculée-Conception de Tharoiseau                                                   |
| Église Saint-Aignan de Tharot                                                                    | Tharot                          |         | 47° 31′ 42″ nord, 3° 51′ 29″ est |                | |             | Église Saint-Aignan de Tharot                                                                    |
| Église Saint-Martin de Theil-sur-Vanne                                                           | Theil-sur-Vanne                 |         | 48° 10′ 09″ nord, 3° 26′ 00″ est |                | |             | Église Saint-Martin de Theil-sur-Vanne                                                           |
| Église Saint-Germain-de-Paris de Thizy                                                           | Thizy                           |         | 47° 34′ 07″ nord, 4° 03′ 15″ est | « IA89000289 » | |             | Église Saint-Germain-de-Paris de Thizy                                                           |
| Église Saint-Martin de Thorey                                                                    | Thorey                          |         | 47° 54′ 15″ nord, 4° 07′ 19″ est |                | |             | Image manquante Téléverser                                                                       |
| Église Saint-Pierre-et-Saint-Paul de Thorigny-sur-Oreuse                                         | Thorigny-sur-Oreuse             |         | 48° 17′ 41″ nord, 3° 23′ 55″ est | « PA89000040 » | Inscrit MH | 2006        | Église Saint-Pierre-et-Saint-Paul de Thorigny-sur-Oreuse                                         |
| Église Saint-Martin de Saint-Martin-sur-Oreuse                                                   | Thorigny-sur-Oreuse             |         | 48° 17′ 34″ nord, 3° 20′ 18″ est |                | |             | Église Saint-Martin de Saint-Martin-sur-Oreuse                                                   |
| Église Saint-Memmy de Fleurigny                                                                  | Thorigny-sur-Oreuse             |         | 48° 17′ 33″ nord, 3° 22′ 03″ est |                | |             | Église Saint-Memmy de Fleurigny                                                                  |
| Église de l'Immaculée-Conception de Thory                                                        | Thory                           |         | 47° 33′ 50″ nord, 3° 54′ 41″ est |                | |             | Église de l'Immaculée-Conception de Thory                                                        |
| Église Saint-Julien de Thury                                                                     | Thury                           |         | 47° 35′ 12″ nord, 3° 17′ 42″ est | « PA00113901 » | Classé MH | 1970        | Église Saint-Julien de Thury                                                                     |
| Église Sainte-Brigitte de Tissey                                                                 | Tissey                          |         | 47° 51′ 08″ nord, 3° 54′ 06″ est |                | |             | Image manquante Téléverser                                                                       |
| Église Notre-Dame de Tonnerre                                                                    | Tonnerre                        |         | 47° 51′ 17″ nord, 3° 58′ 25″ est | « PA00113903 » | Classé MH | 1946        | Église Notre-Dame de Tonnerre                                                                    |
| Église Saint-Pierre de Tonnerre                                                                  | Tonnerre                        |         | 47° 51′ 21″ nord, 3° 58′ 17″ est | « PA00113904 » | Classé MH | 1920        | Église Saint-Pierre de Tonnerre                                                                  |
| Église Sainte-Catherine de Tonnerre                                                              | Tonnerre                        |         | 47° 51′ 21″ nord, 3° 58′ 22″ est | « PA00113905 » | Classé MH La crypte sous la halle                                                                                    | 1862        | Église Sainte-Catherine de Tonnerre                                                              |
| Église Saint-Pierre-et-Saint-Paul de Vaulichères                                                 | Tonnerre                        |         | 47° 52′ 43″ nord, 4° 00′ 43″ est |                | |             | Image manquante Téléverser                                                                       |
| Église Saint-Pierre de Toucy                                                                     | Toucy                           |         | 47° 44′ 09″ nord, 3° 17′ 36″ est | « PA00113916 » | Inscrit MH | 1926        | Église Saint-Pierre de Toucy                                                                     |
| Église Saint-Symphorien de Treigny                                                               | Treigny-Perreuse-Sainte-Colombe |         | 47° 33′ 04″ nord, 3° 11′ 06″ est | « PA00113918 » | Classé MH | 1939        | Église Saint-Symphorien de Treigny                                                               |
| Église Saint-Mammés de Perreuse                                                                  | Treigny-Perreuse-Sainte-Colombe |         | 47° 32′ 23″ nord, 3° 13′ 09″ est |                | |             | Église Saint-Mammés de Perreuse                                                                  |
| Église Saint-Aventin-de-Troyes de Trichey                                                        | Trichey                         |         | 47° 55′ 51″ nord, 4° 08′ 20″ est | « PA00113919 » | Inscrit MH | 1976        | Église Saint-Aventin-de-Troyes de Trichey                                                        |
| Église Saint-Germain de Tronchoy                                                                 | Tronchoy                        |         | 47° 54′ 55″ nord, 3° 56′ 27″ est |                | |             | Église Saint-Germain de Tronchoy                                                                 |
| Église Saint-Laurent de Trucy-sur-Yonne                                                          | Trucy-sur-Yonne                 |         | 47° 37′ 41″ nord, 3° 39′ 37″ est |                | |             | Église Saint-Laurent de Trucy-sur-Yonne                                                          |
| Église Saint-Symphorien de Trévilly                                                              | Trévilly                        |         | 47° 31′ 44″ nord, 4° 03′ 32″ est |                | |             | Image manquante Téléverser                                                                       |
| Église Saint-Mammès de Turny                                                                     | Turny                           |         | 48° 02′ 06″ nord, 3° 44′ 50″ est | « PA00113920 » | Classé MH | 1913        | Église Saint-Mammès de Turny                                                                     |
| Église Saint-Aubin de Val-de-Mercy                                                               | Val-de-Mercy                    |         | 47° 40′ 35″ nord, 3° 35′ 18″ est | « PA00113921 » | Inscrit MH | 1929        | Église Saint-Aubin de Val-de-Mercy                                                               |
| Église Saint-Jean-Baptiste de Vallan                                                             | Vallan                          |         | 47° 44′ 45″ nord, 3° 32′ 18″ est |                | |             | Église Saint-Jean-Baptiste de Vallan                                                             |
| Église Saint-Thomas de Cantorbéry de Vallery                                                     | Vallery                         |         | 48° 14′ 32″ nord, 3° 02′ 53″ est | « PA00135250 » | Inscrit MH | 1995        | Église Saint-Thomas de Cantorbéry de Vallery                                                     |
| Église de l'Assomption de Neuilly                                                                | Valravillon                     |         | 47° 54′ 59″ nord, 3° 26′ 21″ est | « PA00113757 » | Inscrit MH | 1927        | Église de l'Assomption de Neuilly                                                                |
| Église Saint-Germain de Guerchy                                                                  | Valravillon                     |         | 47° 53′ 34″ nord, 3° 26′ 15″ est |                | |             | Église Saint-Germain de Guerchy                                                                  |
| Église Saint-Maurice de Vareilles                                                                | Vareilles                       |         | 48° 10′ 37″ nord, 3° 28′ 13″ est |                | |             | Église Saint-Maurice de Vareilles                                                                |
| Église Saint-Jean-Baptiste de Varennes                                                           | Varennes                        |         | 47° 54′ 21″ nord, 3° 47′ 00″ est |                | |             | Église Saint-Jean-Baptiste de Varennes                                                           |
| Église de la Nativité-de-Notre-Dame de Vassy-sous-Pisy                                           | Vassy-sous-Pisy                 |         | 47° 34′ 06″ nord, 4° 10′ 08″ est |                | |             | Église de la Nativité-de-Notre-Dame de Vassy-sous-Pisy                                           |
| Église Sainte-Madeleine de Vaudeurs                                                              | Vaudeurs                        |         | 48° 08′ 06″ nord, 3° 32′ 54″ est |                | |             | Église Sainte-Madeleine de Vaudeurs                                                              |
| Église Saint-Germain-d'Auxerre de Vault-de-Lugny                                                 | Vault-de-Lugny                  |         | 47° 29′ 55″ nord, 3° 50′ 53″ est | « PA00113924 » | Classé MH | 1908        | Église Saint-Germain-d'Auxerre de Vault-de-Lugny                                                 |
| Église Saint-Jean-Baptiste de Vaumort                                                            | Vaumort                         |         | 48° 09′ 22″ nord, 3° 26′ 27″ est |                | |             | Église Saint-Jean-Baptiste de Vaumort                                                            |
| Église Saint-Fiacre de Venizy                                                                    | Venizy                          |         | 48° 02′ 02″ nord, 3° 42′ 33″ est |                | |             | Église Saint-Fiacre de Venizy                                                                    |
| Église Saint-Pierre de Venouse                                                                   | Venouse                         |         | 47° 53′ 47″ nord, 3° 41′ 00″ est |                | |             | Église Saint-Pierre de Venouse                                                                   |
| Église Saint-Louis-et-Saint-Maurice de Venoy                                                     | Venoy                           |         | 47° 48′ 22″ nord, 3° 41′ 00″ est |                | |             | Image manquante Téléverser                                                                       |
| Église Saint-Gervais-et-Saint-Protais de Vergigny                                                | Vergigny                        |         | 47° 58′ 15″ nord, 3° 43′ 05″ est |                | |             | Église Saint-Gervais-et-Saint-Protais de Vergigny                                                |
| Église Saint-Jacques-le-Majeur de Rebourseaux                                                    | Vergigny                        |         | 47° 57′ 11″ nord, 3° 41′ 03″ est |                | |             | Image manquante Téléverser                                                                       |
| Église Saint-Pierre-ès-Liens de Bouilly                                                          | Vergigny                        |         | 47° 57′ 43″ nord, 3° 39′ 54″ est |                | |             | Image manquante Téléverser                                                                       |
| Église Notre-Dame de Verlin                                                                      | Verlin                          |         | 48° 01′ 02″ nord, 3° 14′ 00″ est |                | |             | Église Notre-Dame de Verlin                                                                      |
| Église Notre-Dame de Vermenton                                                                   | Vermenton                       |         | 47° 39′ 53″ nord, 3° 44′ 03″ est | « PA00113928 » | Classé MH | 1920        | Église Notre-Dame de Vermenton                                                                   |
| Église Saint-Jean-Baptiste de Sacy                                                               | Vermenton                       |         | 47° 40′ 04″ nord, 3° 49′ 01″ est | « PA00113802 » | Classé MH | 1930        | Église Saint-Jean-Baptiste de Sacy                                                               |
| Église Saint-Fiacre de Vernoy                                                                    | Vernoy                          |         | 48° 05′ 40″ nord, 3° 07′ 31″ est |                | |             | Église Saint-Fiacre de Vernoy                                                                    |
| Église Saint-Pierre de Vignes                                                                    | Vignes                          |         | 47° 31′ 29″ nord, 4° 07′ 09″ est | « PA00113938 » | Inscrit MH | 1983        | Église Saint-Pierre de Vignes                                                                    |
| Église Saint-Médard de Villeblevin                                                               | Villeblevin                     |         | 48° 19′ 30″ nord, 3° 04′ 59″ est |                | |             | Église Saint-Médard de Villeblevin                                                               |
| Église Saint-Nicolas de Villebougis                                                              | Villebougis                     |         | 48° 12′ 12″ nord, 3° 09′ 34″ est |                | |             | Église Saint-Nicolas de Villebougis                                                              |
| Église Saint-Léonard de Villechétive                                                             | Villechétive                    |         | 48° 05′ 40″ nord, 3° 30′ 49″ est |                | |             | Image manquante Téléverser                                                                       |
| Église de l'Assomption de Villecien                                                              | Villecien                       |         | 48° 00′ 25″ nord, 3° 19′ 46″ est |                | |             | Église de l'Assomption de Villecien                                                              |
| Église Saint-Léger de Villefargeau                                                               | Villefargeau                    |         | 47° 46′ 57″ nord, 3° 30′ 21″ est |                | |             | Image manquante Téléverser                                                                       |
| Église Saint-Eutrope de Villefranche                                                             | Villefranche                    |         | 47° 56′ 20″ nord, 3° 07′ 43″ est |                | |             | Image manquante Téléverser                                                                       |
| Église Saint-Pregts de Villemanoche                                                              | Villemanoche                    |         | 48° 18′ 01″ nord, 3° 10′ 45″ est |                | |             | Église Saint-Pregts de Villemanoche                                                              |
| Église Saint-Pierre de Villemer                                                                  | Villemer                        |         | 47° 54′ 54″ nord, 3° 28′ 22″ est |                | |             | Église Saint-Pierre de Villemer                                                                  |
| Église Sainte-Marie de Villenavotte                                                              | Villenavotte                    |         | 48° 14′ 56″ nord, 3° 14′ 17″ est |                | |             | Église Sainte-Marie de Villenavotte                                                              |
| Église Sainte-Pallaye de Villeneuve-Saint-Salves                                                 | Villeneuve-Saint-Salves         |         | 47° 51′ 17″ nord, 3° 39′ 04″ est |                | |             | Église Sainte-Pallaye de Villeneuve-Saint-Salves                                                 |
| Église Notre-Dame de Villeneuve-l'Archevêque                                                     | Villeneuve-l'Archevêque         |         | 48° 13′ 59″ nord, 3° 33′ 29″ est | « PA00113940 » | Classé MH | 1886        | Église Notre-Dame de Villeneuve-l'Archevêque                                                     |
| Église Saint-Loup de Villeneuve-la-Dondagre                                                      | Villeneuve-la-Dondagre          |         | 48° 08′ 19″ nord, 3° 08′ 09″ est |                | |             | Église Saint-Loup de Villeneuve-la-Dondagre                                                      |
| Église Saint-Fiacre de Villeneuve-la-Guyard                                                      | Villeneuve-la-Guyard            |         | 48° 20′ 26″ nord, 3° 03′ 55″ est | « PA00113941 » | Inscrit MH | 1926        | Église Saint-Fiacre de Villeneuve-la-Guyard                                                      |
| Église Notre-Dame de Villeneuve-les-Genêts                                                       | Villeneuve-les-Genêts           |         | 47° 44′ 07″ nord, 3° 05′ 30″ est | « PA00113942 » | Inscrit MH | 1987        | Image manquante Téléverser                                                                       |
| Église Notre-Dame-de-l'Assomption de Villeneuve-sur-Yonne                                        | Villeneuve-sur-Yonne            |         | 48° 04′ 55″ nord, 3° 17′ 41″ est | « PA00113945 » | Classé MH | 1862        | Église Notre-Dame-de-l'Assomption de Villeneuve-sur-Yonne                                        |
| Église Saint-Hilaire-et-Saint-Eutrope de Villeperrot                                             | Villeperrot                     |         | 48° 15′ 46″ nord, 3° 13′ 49″ est | « PA00113951 » | Inscrit MH | 1929        | Église Saint-Hilaire-et-Saint-Eutrope de Villeperrot                                             |
| Église Saint-Sulpice de Villeroy                                                                 | Villeroy                        |         | 48° 10′ 22″ nord, 3° 11′ 13″ est |                | |             | Église Saint-Sulpice de Villeroy                                                                 |
| Église Saint-Loup de Villethierry                                                                | Villethierry                    |         | 48° 15′ 51″ nord, 3° 04′ 28″ est |                | |             | Église Saint-Loup de Villethierry                                                                |
| Église Saint-Fiacre de Villevallier                                                              | Villevallier                    |         | 48° 01′ 35″ nord, 3° 18′ 51″ est |                | |             | Église Saint-Fiacre de Villevallier                                                              |
| Église Saint-Martin de Villiers-Louis                                                            | Villiers-Louis                  |         | 48° 11′ 35″ nord, 3° 23′ 58″ est |                | |             | Église Saint-Martin de Villiers-Louis                                                            |
| Église Saint-Benoît de Villiers-Saint-Benoît                                                     | Villiers-Saint-Benoît           |         | 47° 46′ 52″ nord, 3° 12′ 38″ est | « PA89000013 » | Inscrit MH | 1997        | Église Saint-Benoît de Villiers-Saint-Benoît                                                     |
| Église Saint-Loup de la Villotte                                                                 | Villiers-Saint-Benoît           |         | 47° 46′ 32″ nord, 3° 14′ 43″ est | « PA89000014 » | Inscrit MH | 1997        | Église Saint-Loup de la Villotte                                                                 |
| Église Notre-Dame de Villiers-Vineux                                                             | Villiers-Vineux                 |         | 47° 56′ 44″ nord, 3° 50′ 10″ est |                | |             | Image manquante Téléverser                                                                       |
| Église Saint-Maurice de Villiers-les-Hauts                                                       | Villiers-les-Hauts              |         | 47° 43′ 42″ nord, 4° 09′ 02″ est | « PA00113952 » | Inscrit MH | 1988        | Image manquante Téléverser                                                                       |
| Église Saint-Maurice de Villiers-les-Hauts                                                       | Villiers-les-Hauts              |         | 47° 43′ 42″ nord, 4° 09′ 02″ est | « PA00113952 » | Inscrit MH | 1988        | Image manquante Téléverser                                                                       |
| Église Saint-Jean-Baptiste de Villiers-sur-Tholon                                                | Villiers-sur-Tholon             |         | 47° 53′ 19″ nord, 3° 20′ 16″ est | « PA00113953 » | Inscrit MH Eglise (à l'exclusion du clocher moderne)                                                                 | 1976        | Église Saint-Jean-Baptiste de Villiers-sur-Tholon                                                |
| Église de la Nativité-de-Notre-Dame de Villon                                                    | Villon                          |         | 47° 54′ 39″ nord, 4° 11′ 23″ est |                | |             | Église de la Nativité-de-Notre-Dame de Villon                                                    |
| Église Saint-Étienne de Villy                                                                    | Villy                           |         | 47° 52′ 03″ nord, 3° 45′ 05″ est |                | |             | Église Saint-Étienne de Villy                                                                    |
| Église de l'Assomption de Vincelles                                                              | Vincelles                       |         | 47° 42′ 12″ nord, 3° 38′ 01″ est | « PA00113954 » | Inscrit MH | 1941        | Église de l'Assomption de Vincelles                                                              |
| Église Saint-Martin de Vincelottes                                                               | Vincelottes                     |         | 47° 42′ 18″ nord, 3° 38′ 25″ est | « PA89000024 » | Inscrit MH | 2001        | Église Saint-Martin de Vincelottes                                                               |
| Église Saint-Georges de Vinneuf                                                                  | Vinneuf                         |         | 48° 21′ 05″ nord, 3° 08′ 04″ est | « PA00113955 » | Inscrit MH | 1926        | Église Saint-Georges de Vinneuf                                                                  |
| Église Saint-Nicolas de Vireaux                                                                  | Vireaux                         |         | 47° 47′ 11″ nord, 4° 03′ 02″ est | « IA89000799 » | |             | Église Saint-Nicolas de Vireaux                                                                  |
| Église Saint-Phal de Viviers                                                                     | Viviers                         |         | 47° 48′ 15″ nord, 3° 55′ 13″ est |                | |             | Église Saint-Phal de Viviers                                                                     |
| Église Saint-Sulpice de Voisines                                                                 | Voisines                        |         | 48° 15′ 11″ nord, 3° 23′ 43″ est | « PA00113957 » | Inscrit MH | 1926        | Église Saint-Sulpice de Voisines                                                                 |
| Église Sainte-Barbe-et-Saint-Claude de Volgré                                                    | Volgré                          |         | 47° 55′ 04″ nord, 3° 19′ 40″ est |                | |             | Église Sainte-Barbe-et-Saint-Claude de Volgré                                                    |
| Église Saint-André de Voutenay-sur-Cure                                                          | Voutenay-sur-Cure               |         | 47° 33′ 36″ nord, 3° 47′ 20″ est | « PA00113958 » | Inscrit MH | 1976        | Église Saint-André de Voutenay-sur-Cure                                                          |
| Église Saint-Gorgon-Saint-Dorothée de Véron                                                      | Véron                           |         | 48° 07′ 46″ nord, 3° 18′ 28″ est |                | |             | Église Saint-Gorgon-Saint-Dorothée de Véron                                                      |
| Église Saint-Cyr-et-Sainte-Julitte de Vézannes                                                   | Vézannes                        |         | 47° 52′ 36″ nord, 3° 52′ 24″ est |                | |             | Église Saint-Cyr-et-Sainte-Julitte de Vézannes                                                   |
| Basilique Sainte-Marie-Madeleine de Vézelay                                                      | Vézelay                         |         | 47° 27′ 59″ nord, 3° 44′ 54″ est | « PA00113932 » | Classé MH | 1840        | Basilique Sainte-Marie-Madeleine de Vézelay                                                      |
| Église Saint-Étienne de Vézelay                                                                  | Vézelay                         |         | 47° 27′ 49″ nord, 3° 44′ 34″ est | « PA00113933 » | Inscrit MH | 1960        | Église Saint-Étienne de Vézelay                                                                  |
| Ancienne église Saint-Pierre de Vézelay                                                          | Vézelay                         |         | 47° 27′ 56″ nord, 3° 44′ 44″ est |                | |             | Ancienne église Saint-Pierre de Vézelay                                                          |
| Église Saint-Nicolas de Vézinnes                                                                 | Vézinnes                        |         | 47° 53′ 32″ nord, 3° 56′ 39″ est |                | |             | Église Saint-Nicolas de Vézinnes                                                                 |
| Église Saint-Nicolas d'Yrouerre                                                                  | Yrouerre                        |         | 47° 47′ 39″ nord, 3° 56′ 55″ est | « PA00113961 » | Inscrit MH Le choeur ; Inscrit MH La nef (à l'exception du clocher moderne)                                          | 1926 ; 1968 | Église Saint-Nicolas d'Yrouerre                                                                  |
| Église Saint-Étienne d'Égleny                                                                    | Égleny                          |         | 47° 48′ 29″ nord, 3° 21′ 52″ est |                | |             | Église Saint-Étienne d'Égleny                                                                    |
| Église Saint-Martin d'Égriselles-le-Bocage                                                       | Égriselles-le-Bocage            |         | 48° 07′ 13″ nord, 3° 10′ 57″ est |                | |             | Église Saint-Martin d'Égriselles-le-Bocage                                                       |
| Église de la Nativité d'Épineau-les-Voves                                                        | Épineau-les-Voves               |         | 47° 56′ 44″ nord, 3° 28′ 21″ est |                | |             | Église de la Nativité d'Épineau-les-Voves                                                        |
| Église Saint-Étienne d'Épineuil                                                                  | Épineuil                        |         | 47° 52′ 29″ nord, 3° 58′ 51″ est | « PA00113680 » | Inscrit MH | 1965        | Église Saint-Étienne d'Épineuil                                                                  |
| Église Saint-Pierre-aux-Liens d'Étais-la-Sauvin                                                  | Étais-la-Sauvin                 |         | 47° 30′ 13″ nord, 3° 20′ 48″ est |                | |             | Église Saint-Pierre-aux-Liens d'Étais-la-Sauvin                                                  |
| Église de la Nativité-de-Notre-Dame de Vassy                                                     | Étaule                          |         | 47° 32′ 12″ nord, 3° 54′ 55″ est | « PA89000072 » | Inscrit MH | 2020        | Église de la Nativité-de-Notre-Dame de Vassy                                                     |
| Église Saint-Valentin d'Étaule                                                                   | Étaule                          |         | 47° 31′ 31″ nord, 3° 54′ 23″ est |                | |             | Église Saint-Valentin d'Étaule                                                                   |
| Église de la Trinité d'Étigny                                                                    | Étigny                          |         | 48° 07′ 58″ nord, 3° 17′ 17″ est |                | |             | Église de la Trinité d'Étigny                                                                    |
| Église Saint-Phal d'Étivey                                                                       | Étivey                          |         | 47° 40′ 39″ nord, 4° 08′ 42″ est | « IA89000025 » | |             | Église Saint-Phal d'Étivey                                                                       |
| Église Saint-Blaise d'Évry                                                                       | Évry                            |         | 48° 15′ 51″ nord, 3° 15′ 20″ est |                | |             | Église Saint-Blaise d'Évry                                                                       |